# Хронология биотехнологии
Хроноло́гия биотехноло́гии — хронологический список общепризнанных в мировом научном сообществе знаковых открытий, которые привели к появлению и становлению биотехнологии в качестве современной науки и составляют  основу для её дальнейшего развития .
«<…> рассмотрение основных представлений и понятий генетики в исторической ретроспективе должно помочь лучше понять их современное содержание и смысл, исходя из логики их формирования» — С. Г. Инге-Вечтомов, «Ретроспектива генетики».

## От древних времен до конца XIX века

### До 1600 гг.
Ранее 8000 до н. э. — Сбор семян для посева, а также свидетельства того, что в Месопотамии люди использовали искусственный отбор – селекцию для улучшения домашних животных. Самыми ранними примерами таких одомашненных растений являются рис, ячмень и пшеница.
Около 7000 до н. э. — Пивоварение, брожение вина и пива, выпечка дрожжевого хлеба.
8000 до н. э. – 3000 до н. э. — Йогурты и сыры, изготовленные с помощью молочнокислых бактерий различных культур.
600 до н.э. — В Китае соевый творог использовался для лечения фурункулов.
420 до н.э. — Греческий философ Сократ выдвинул гипотезу о сходстве характеристик между родителями и их потомством.
320 до н.э. — Греческий философ Аристотель предположил, что все наследование происходит от отца.
1000 н.э. — Индусы признали, что некоторые болезни могут передаваться по наследству. В то же время получила развитие гипотеза абиогенеза, или же самопроизвольного зарождения, основанная на идее возникновения организмов из неживой материи. Согласно этой гипотезе, например, личинки могли развиться из конского волоса.

### От 1600 до 1700 гг.
1630 — Уильям Харви объяснил, что растения и животные схожи в размножении, т. е. размножаются половым путем.
1660 – 1675 — Марчелло Мальпиги исследовал кровообращение в капиллярах с помощью микроскопа и установил, что головной мозг связан со спинным мозгом пучками волокон, образующих нервную систему.
1665 — Р. Гук описал клетки, ввёл термин «клетка». С помощью микроскопии обнаружил правильно расположенные замкнутые пустоты в тонких срезах пробки, сердцевины бузины, камыша, репейника и стеблей других растений, которые он охарактеризовал в сочинении «Микрография, или некоторые описания мельчайших тел, сделанные посредством увеличительных стекол». Он сделал микроскоп инструментом научных исследований и стал основателем цитологии и микроскопии.
1671 — Марчелло Мальпиги и Неемия Грю подтвердили наблюдения Гука и показали, что разные части растений состоят из «пузырьков» и «мешочков». Грю ввел термин ткань.
1675 (1673) — Антони ван Левенгук открыл существование микроорганизмов, впервые увидел эритроциты.
1694 — Немецкий учёный Р. Камерариус впервые предложил искусственное получение гибридов.

### От 1700 до 1800 гг.
1701 — Джакомо Пиларини обнаружил, что преднамеренное введение оспы может предотвратить её возникновение в более позднем возрасте, особенно у детей. Позже эта процедура была названа «вакцинацией», и процесс, в котором вместо натуральной оспы используется коровья оспа, был признан наиболее надежным методом лечения.
1717 — Английский садовод Т. Фэрчайлд осуществил первую искусственную гибридизацию, скрестив разные виды гвоздик.
1763 — Йозеф Готлиб Кёльрейтер описал главную проблему растительных гибридов – их стерильность. (см. далее 1922, Холдейн)
1772 — Йозеф Готлиб Кёльрейтер открыл явление гибридной мощности (гетерозиса). Вел работы по гибридизации табака, один из предшественников Грегора Менделя. Он также впервые установил одинаковый результат реципрокных скрещиваний, то есть показал, что гибриды получаются одинаковыми независимо от того, какое растение было материнским, а какое отцовским. Тем не менее он не придал значения этому явлению считая его скорее исключением из правил. Его исследования не были признаны до 1836 (до предоставления на конкурс Голландской АН своей работы К. Ф. Гертнером) года, так как считалось, что у растений нет пола. С 1759 года вплоть до смерти в 1806 году Кёльрейтер провёл более 500 экспериментов со 138 видами растений и опубликовал четыре крупнейшие работы XVIII века по гибридизации, за что считается основателем учения о гибридизации у растений.
1796 — Эдвард Дженнер использует первую вирусную вакцину от оспы.
1799 — Томас Эндрю Найт, скрещивая растения гороха, различающиеся по окраске семян и цветов, вновь обнаружил результат реципрокных скрещиваний в первом поколении, единообразие гибридов первого поколения и расщепление во втором, получаемом самоопылением или при скрещивании гибридов. Не подсчитывал соотношение полученных классов, а лишь только констатировал, что наблюдалась сильная тенденция к появлению окрашенных цветков.
Конец 1700-х — Был впервые обнаружен химический катализ при изучении процесса переваривания мяса под действием желудочного сока.

### От 1800 до 1850 гг.
1809 — Николя Аппер изобрел метод использования тепла для консервирования и стерилизации продуктов питания.
1814 — К. С. Кирхгоф описал ферментативный процесс осахаривания крахмала под влиянием вытяжки из проросших семян ячменя.
1824 — Джон Госс, скрещивая горох, обнаружил практически все признаки наследования, которые позднее нашёл в 1865 году Г. Мендель, однако не уделял внимания статистике их распределения у потомственных особей.
1824 — Анри Дютроше обнаруживает, что ткани состоят из живых клеток (при этом, см. открытия в 1665 году Р. Гука и в 1671 году М. Мальпиги и Н. Грю).
1827 — Карл Бэр описал человеческую яйцеклетку.
1828 — Работами Ф. Вёлера был впервые нанесен сокрушительный удар по витализму. Ученому удалось получить химическим путем мочевину (случайно, при попытке получить цианат аммония из цианата свинца) – один из конечных продуктов азотистого обмена у человека и др. животных. В письме к своему учителю Й. Берцелиусу Ф. Вёлер писал: «Я должен Вам заявить, что могу делать мочевину, не нуждаясь при этом в почках и вообще в животных, будь это человек или собака».
1831 — Роберт Броун, наблюдая за орхидеями, открыл клеточное ядро. Это стало важным шагом для сознания сложности устройства протоплазмы.
1838 — Голландским химиком Герардусом Йоханнесом Малдером впервые были описаны белки. Название им дал шведский химик Йонс Якоб Берцелиус. Й. Берцелиус ввел в химию понятие о катализе и катализаторах, к числу последних были отнесены все известные в то время ферменты.
1839 — Клетки признаны основой живых организмов (М. Шлейден, Т. Шванн). В 1838 Маттиас Шлейден также привлек внимание к ядру, называя его цитобластом (клеточным организатором), называл клетку основной структурой растительных организмов; в 1839 Шванн сформировал суть клеточной теории в работе «Микроскопические исследования о соответствии в структуре и росте животных и растений».
1843 – 1845 — А. Кольбе осуществил синтез уксусной кислоты.
1846 — Гуго фон Мёль указал на разницу между составляющими протоплазмы и клеточным соком.
1849 — Карл Фридрих фон Гертнер опубликовал книгу с результатами 10 000 опытов над 700 видами растений, в результате которых получил 250 гибридных форм и наблюдал единообразие в первом поколении, одинаковый результат реципрокных скрещиваний. Приводил много исключений, чем запутывал читателя.

### От 1850 до 1860 гг.
1850 (1856) — Луи Пастер пришёл к выводу, что сбраживание сахара в спирт происходит под действием энзимов, которые имеются в живой клетке и которые неотделимы от неё. Подобная точка зрения господствовала на протяжении последующих нескольких десятилетий и называется витализмом.
1850 — Игнац Земмельвейс на основе эпидемиологических исследований выдвинул теорию о том, что послеродовая горячка может передаваться врачами от матери к матери. Он также предложил всем врачам мыть руки после осмотра каждого пациента. За это предложение он подвергся критике со стороны медицинских работников и в конечном итоге потерял работу и попал в психиатрическую лечебницу.
1850 — Рунге (Rounge) на бумаге разделил неорганические соединения по их дифференциальной адсорбции, предвосхитив тем самым появление методов хроматографического разделения.
1854 — М. Бертло осуществил синтез жиров.
1854 — Отец диализа, шотландский учёный Томас Грэхам (Thomas Graham), впервые описал процесс перемещения веществ через полупроницаемую мембрану.
1855 (1858) — Р. Вирхов выдвинул принцип «Omnis cellule cellulae» (клетка от клетки), дополнив и немного видоизменив клеточную теорию Шлейдена и Шванна. В дальнейшем этот принцип эволюционирует в «ядро от ядра» (О. Гертвиг), «хромосома от хромосомы» (В. Ру и Т. Бовери) «митохондрия от митохондрии» (Ф. Мёвес) и «молекула от молекулы» (Кольцов).
1856 — Карл Людвиг открыл процедуру сохранения живых органов животных в условиях in vitro. Это было сделано путём подачи им крови.
1857 — Кёлликер (Kolliker) описал митохондрии в мышечных клетках.

### От 1860 до 1870 гг.
1862 — Альберт фон Кёликер обозначил вещество, окружающее ядро, термином цитоплазма.
1865 — Грегор Мендель, известный как отец генетики, делает доклад «Опыты над растительными гибридами. books.google.ru. Дата обращения: 21 сентября 2023.». Он обосновал, что характеристики передаются из поколения в поколение. Мендель обосновал термины, которые мы все знаем сегодня: рецессивные и доминирующие признаки. Обнаруженные Менделем явления не были в полной мере оригинальными (см. открытия, сделанные в 1772, 1799, 1824, 1849 годах), но главная его заслуга заключалась в выводах о распределении наследуемых признаков у потомства, сделанных на основе собранных статистических данных.
1859 — Сформулированы понятие и факты эволюции (Ч. Дарвин).
1860 — установлено, что наследственная информация передаётся через сперматозоид и яйцеклетки.
1860 (1863) — Луи Пастер доказал невозможность самозарождения: используя открытый им метод пастеризации, он нагрел вино настолько, чтобы инактивировать микробы (которые в противном случае превратили бы «вино» в «вин эгре» или «кислое вино») и понял, что эта процедура не влияет на вкус вина.
1861 — А. М. Бутлеровым был осуществлен синтез углеводов.
1863 — Генрих Антон де Бари установил, что фитофтороз картофеля вызывается грибком. Основной задачей для исследователей в тот период было различить, был ли за это ответственен микроб или это было результатом болезни.
1864 — Феликс Хоппе-Зейлер (Hoppe-Seyler) кристаллизировал гемоглобин.
1867 — В. Гофмейстер при изучении митоза растительной клетки акцентировал внимание на ядре и указывал, что оно исчезает перед делением. Изобразил метафазу и анафазу. Подобные картины наблюдал И. Д. Чистяков (1871).
1868 — Ч. Дарвин в книге «Изменение животных и растений в одомашненном состоянии» опубликовал гипотезу пангенезиса – последняя более или менее серьёзная гипотеза прямого наследования (под прямым наследованием понимается участие всех органов в наследовании признаков, первое обнаруженное упоминание относится к Гиппократу). Согласно ошибочным предположениям Дарвина (гипотеза названа им «временной гипотезой»), все клетки и ткани живого организма содержат некие «геммулы», которые несут в себе наследственную информацию. Геммулы постоянно циркулируют в организме, попадают в репродуктивные клетки и т.о. передаются потомству. Была подвергнута проверке Ф. Гальтоном в 1871 году и в 1870-х годах А. Вейсманом.
1868 — Геккель, отметив, что сперматозоид состоит в основном из ядерного материала, пришёл к выводу, что за наследственность ответственно ядро.
1869 — Открытие ДНК. Работая в холодной комнате замка Хоэнтюбинген, которую сейчас называют колыбелью биохимии, Фридрих Мишер выделил молекулу ДНК как главную составную часть ядер клеток гноя и молоки форели и назвал её «нуклеин».

### От 1870 до 1880 гг.
1870-е — А. Вейсман обрезал хвосты у 22 последовательных поколений белых мышей, чтобы показать, что в каждом поколении от бесхвостых родителей рождаются мыши с нормально развитыми хвостами. Кроме этого Август Вейсман считал, что: 1) наследование не осуществляется, например, через нервную систему или через кровь; 2) движение неких материальных носителей наследственности в организме идёт в одном направлении: от центра к периферии, от оплодотворённой клетки к остальным и никогда наоборот; 3) наследование живым свойств предков (как именно учёный не знал) связано с клеточным ядром.
1871 — Ф. Гальтон подверг проверке гипотезу Дарвина о пангенезисе. Гальтон переливал кровь чёрных кроликов белым, а затем скрещивал реципиентов. «Я повторял это в трёх поколениях и не нашёл ни малейшего следа какого-либо нарушения чистоты серебристо-белой породы, – писал Гальтон – следовательно, по крайней мере в крови (кроликов) геммулы не содержатся».
1871 — Феликс Хоппе-Сейлер открывает инвертазу, которая до сих пор используется для изготовления искусственных подсластителей.
1873 — Зоолог А. Шнайдер описал стадии митоза: наблюдал профазу, метафазу, образование веретена деления, как «зернышки-нити» (понятия хромосомы ещё не появилось) «собираются в меридианной плоскости», увеличиваются в числе и расходятся к полюсам клетки.
1874 — Химозин стал первым ферментом, выделенным химически: Кристиан Хансен (дат. Christian Ditlev Ammentorp Hansen) выделил его путём экстракции солевым раствором из высушенного желудка телёнка.
1874 — Найдены различия между монозиготными и дизиготными близнецами (К. Дарест).
1875 — Высказана идея близнецового метода (Ф. Гальтон).
1875 – 1876 — О. Гертвиг описал оплодотворение у животных.
1877 — Роберт Кох разрабатывает метод окрашивания бактерий для идентификации.
1879 (1870) — В. Флеминг описал митоз клеток саламандры и ввел понятия митоз, амитоз и хроматин. Его наблюдения, что хромосомы удваиваются, важны для позже обнаруженной теории наследования.
1879 — В. Шлейхер предложил термин кариокинез.

### От 1880 до 1890 гг.
1880 — Йоханнес Ханстейн ввёл термин протопласт для обозначения единицы протоплазмы, ограниченной клеточной стенкой.
1880— Работая над птичьей холерой, Луи Пастер исследовал ослабленные (аттенуированные) штаммы микроорганизмов, которые могут быть не вирулентными, но, тем не менее, потенциально могут предохранять здоровых людей от тяжелых форм аналогичного заболевания.
1880 — Шарль-Адольф Вюрц предсказал образование фермент-субстратного комплекса.
1881 — Лауреат Нобелевской премии немецкий биохимик Альбрехт Коссель, которому приписывают наименование ДНК, идентифицировал нуклеин как нуклеиновую кислоту. Он также выделил те пять азотистых оснований, которые в настоящее время считаются основными строительными блоками ДНК и РНК: аденин (A), цитозин (С), гуанин (G) и тимин (T), который заменяется урацилом (U) в РНК.
1881 — Луи Пастер разрабатывает вакцины против бактерий, вызывающих холеру и сибирскую язву.
1881 — Ретциус (Retzius) наиболее подробно описал многие ткани животных. В течение следующих 20 лет он, Кахал (Cajal) и другие гистологи разработали методы. окрашивания тканей и заложили основы микроскопической анатомии
1882 — Кох (Koch) для окрашивания микроорганизмов использовал анилиновые красители и идентифицировал бактерии, вызывающие туберкулез и холеру. В течение последующих 20 лет другие бактериологи, в том числе Клебс и Пастер (Klebs, Pasteur), выявили и описали возбудителей многих болезней, изучая окрашенные препараты под микроскопом.
1883 — Количественные аспекты наследственности (Ф. Гальтон).
1883 — Эдуард ван Бенден обнаружил, что дочерние хромосомы, распределяющиеся между дочерними клетками, идентичны материнским.
1883 — В работе «Исследование человеческих способностей и их развитие» Гальтон ввел термин «евгеника» – система мер, направленная на предотвращение ухудшения наследственных задатков из поколения в поколение, а в идеале на их улучшение.
1883 – 1884 — В. Ру, Э. Страсбургер, О. Гертвиг выдвинули ядерную гипотезу наследственности. Доказана Т. Бовери в 1889.
1884 — Ганс Кристиан Йоахим Грам описал метод дифференциального окрашивания клеточных пептидогликансодержащих бактерий, теперь известный как окрашивание по Граму
1884 — Страсбургер выделил про- и метафазы (фазы до и после) расщепления хромосом.
1885 — Август Вейсман высказывает предположение, что количество хромосом в половых клетках должно быть вдвое меньше, чем в соматических клетках.
1885 — Ру (Roux) продемонстрировал возможность поддержания клетками куриного эмбриона жизнеспособности вне тела животного в солевом растворе.
1885 — Луи Пастер и Эмиль Ру разработали первую вакцину против бешенства и применили её к Йозефу Мейстеру.
1885 — К. Рабль установил постоянство количества хромосом в клетках разных тканей одного организма.
1887 — Эдуард Бухнер показал, что процесс сбраживания сахара в спирт может происходить под действием экстракта из дрожжей. Это означало, что ферментацию осуществляют молекулы, продолжающие функционировать в бесклеточной системе, что противоречило взглядам Пастера (см. 1850). Эксперимент бухнера положил конец виталистической теории, начался расцвет науки биохимии. Позднее Фредерик В. Кюне назвал молекулы, открытые Бухнером, ферментами.
1887 — Эдуард ван Бенден обнаружил на примере аскариды, что гаметы получают половинный набор хромосом.
1887 — А. Вейсман предположил, что редукция хромосом должна происходить периодически у всех размножающихся половым путем организмов. Тем самым определил смысл мейоза и его значение для полового размножения.
1888 (1883) — Термин «хромосома» (В. Вальдейер).
1888 – 1889 — Страсбургер и Л. Гиньяр соответственно описали редукционное деление (мейоз).
1889 — Т. Бовери доказал ядерную гипотезу наследственности. Т. Бовери оплодотворял яйцеклетки одного вида морских ежей (Echinus microtuberculatus) сперматозоидами другого вида (Sphaerechinus granularis), различавшихся формой скелета личинки. При нормальном оплодотворении личинки имели промежуточные форму скелета, по сравнению с родителями формами. Если же сперматозоиды оплодотворяли безъядерные яйцеклетки, то форма скелета личинки соответствовала форме того вида от которого брали сперматозоиды.
1889 — Рихард Альтман определил кислотные свойства нуклеина и переименовал его в нуклеиновую кислоту.

### От 1890 до 1900 гг.
1890 (1894) — Эмиль Фишер сформулировал гипотезу о структурной комплементарности ферментов и их субстратов: специфичность ферментативного катализа связана с тем, что превращаемое вещество встраивается в какую-то щель в ферменте, форма которой точно соответствует форме субстрата. Эта идея получила название «модель ключ-замок».
1891 — Уолтер Хип сообщил о первом успешном переносе эмбриона у млекопитающего.
1892 — Д. И. Ивановский открыл первый вирус – вирус табачной мозаики.
1895 — Томас Морган, удалив один из двух бластомеров лягушки, обнаружил, что оставшаяся часть эмбриона способна, тем не менее, воссоздать цельный эмбрион. Это означало, что клетки, при необходимости, способны изменять направление своей специализации и такое изменение скоординировано.
1896 — Эрнест Хэнбери Ханкин — Британский химик и микробиолог Эрнст Ханбери Ханкин сообщил о литическом действии воды из рек Ганг и Джум на холерные вибрионы, пропущенной через бактериальные фильтры. Считал, что это связано с летучим бактерицидным веществом. Возможно, имел дело с бактериофагами.
1896 — Оформление цитогенетики как самостоятельной дисциплины после публикации Эдмундом Вильсоном книги «The cell in development and heredity».
1897 — Открыты ферменты (Э. Бухнер).
1898 — Гольджи (Golgi), окрашивая клетки азотнокислым серебром, впервые наблюдал и описал аппарат Гольджи
1898 — Николай Федорович Гамалея сообщил о «литическом ферменте», выделенном из лизата культур Baclillus anthracis. Вероятно, это были бактериофаги.

## XX век

### От 1900 до 1910 гг.
1900 — Ботаники Гуго Де Фрис (Hugo Marie de Vries), Карл Корренс и фон Эрих Чермак-Зейзенегг независимо друг от друга пришли к выводам забытого всеми Грегора Менделя. Признание открытий Г. Менделя.
1900 — Группы крови системы AB0 (Ландштейнер).
1901 — Публикация работы Хуго Де Фриза «Теория мутаций: эксперименты и наблюдения за происхождением видов в растительном царстве». Мутационная теория, термин «мутация».
1901 — При изучении образования зачатка хрусталика глаз у зародышей земноводных обнаружено явление эмбриональной индукции. Гипотезу о механизме дифференцировки на основании экспериментальных данных выдвинули Шпеман и Мангольд в 1924 году.
1901 — Капитан медицинских войск США Уолтер Рид впервые открыл вирус-возбудитель болезни у человека – вирус жёлтой лихорадки. Определил, что тот переносится комарами.
1902 — Установлено, что некоторые заболевания человека наследуются в соответствии с законами Менделя (У. Бэйтсон, А. Гаррод).
1902 — Половые хромосомы (К. Мак-Кланг).
1902 — А. Браун и Виктор Алексеевич Анри независимо друг от друга предположили, что фермент образует с превращаемым веществом относительно стойкий фермент-субстратный комплекс, который сохраняется до завершения химического превращения молекулы субстрата.
1902 — Британский врач Арчибальд Гаррод отмечает, что алкаптонурия наследуется по менделевским правилам. Это заболевание связано с рецессивной мутацией
1902 — Франц Хофмайстер и Эмиль Фишер предсказали, что белки представляют собой линейную цепь из аминокислотных остатков, соединённых пептидными связями.
1902 – 1903 — Хромосомная теория наследственности Бовери-Саттона. Уолтер Саттон и Теодор Бовери независимо друг от друга выявили параллелизм в поведении менделевских факторов наследственности (генов) и хромосом. Эти наблюдения послужили основой для предположения, что гены расположены в хромосомах, что хромосомы являются носителями наследственности.
1903 — Виктор Анри, продолживший работы Вюрца, предположил что необходимой стадией ферментативной реакции является взаимодействие фермента субстратом, приводящее к образованию ф.-с. комплекса.
1905 — Уильям Бэтсон в письме к Адаму Сэджвику вводит термин «генетика».
1905 — Эдмунд Бичер Уилсон и Нетти Стивенс показали систему XY в детерминации пола.
1905 – 1908 — Уильям Бейтсон и Р. К. Паннетт вместе с другими исследователями обнаружили, что некоторые гены изменяют или модифицируют действие других генов.
1906 — Михаил Цвет: колончатая хроматография. Ученый пропустил растительные экстракты через колонку с меловым порошком.
1906 — Пол Эрлих исследовал атоксильные соединения и обнаружил важные свойства сальварсана (первого химиотерапевтического агента).
1907 — Культура спинного мозга амфибий (Р. Гаррисон).
1907 — Гаррисон (Harrison) культивировал спинной мозг амфибий в сгустке плазмы. Он пытался показать, что аксоны образуются в виде выростов отдельных нервных клеток.
1908 — Открыт закон Харди-Вайнберга.
1909 — Врожденные ошибки метаболизма (А. Гаррод).
1909 — Формирование хиазм в мейозе (Ф. Янссене).
1909 — Карл Ландштейнер открыл вирус полиомиелита человека.
1909 — Первая инбредная линия мышей, DBA. spf-animals.ru. Дата обращения: 21 сентября 2023. (К. Литл).
1909 — Вильгельм Йоханнсен вводит слово «ген» для описания менделевской единицы наследственности. Он также использует термины генотип и фенотип, чтобы различать генетические черты человека и его внешний вид

### От 1910 до 1920 гг.
1910-е — Крик и Мартин показали, что при коагуляции выпадению белка в осадок предшествует другой процесс, денатурация, при котором белок теряет растворимость и ферментативную активность, но приобретает дополнительные химические свойства.
1910 — Раус (Raus) с применением фильтрованного экстракта куриной опухоли индуцировал рост новой опухоли. Позднее было показано, что в основе такого явления лежал РНКовый вирус саркомы Рауса.
1910 — Впервые описана мутация дрозофилы (белые глаза).
1910 — Умэрато Судзуки открыл витамин B1.
1910 (1907) — Томас Хант Морган получил экспериментальное доказательство локализации генов в хромосомах, работая с плодовой мушкой Drosophila melanogaster. Начиная с 1911 года, эта группа опытным путём доказала, что гены располагаются в хромосомах линейно; что находящиеся на одной хромосоме гены наследуются сцепленно; что сцепленное наследование может нарушаться за счёт кроссинговера. Основные выводы сформулированной ими хромосомной теории наследственности были опубликованы в 1915 году в книге «Механизм менделевской наследственности».
1911 — Открыт вирус саркомы (П. Раус).
1911 — Томас Морган установил разделение некоторых наследственных признаков, которые обычно связаны с разделением/разрушением хромосом в процессе деления клеток. Он также исследовал картирование генетических сайтов, присутствующих на хромосомах плодовой мухи.
1912 — Кроссинговер (Т. Морган и Е. Каттель).
1912 — В. Л. и В. Х. Брэгг (W. L. Bragg, W. Н. Bragg) выявили простую связь между характером дифракционной картины и расположением атомов в кристаллической решетке.
1912 — Уильям Лоуренс Брэгг открыл применение рентгеновских лучей для определения молекулярной структуры кристаллических веществ.
1912 — Генетическое сцепление (Т. Морган и К. Линч).
1912 — Первая генетическая карта (А. Стертевант).
1913 — Первый опыт длительного поддержания клеточной культуры (А. Каррель).
1913 — Каррель (Carrel) доказал, что в асептических условиях клетки могут расти в культуре в течение длительного времени, если их обеспечить необходимыми питательными веществами.
1913 — Леонор Михаэлис и Мод Ментен разработали общую теорию ферментативного катализа, в которой постулируется, что сначала происходит быстрое обратимая реакция образования фермент-субстратного комплекса. Затем комплекс с меньшей скоростью распадается на свободный фермент и продукт реакции. Поскольку более медленная вторая реакция лимитирует общую скорость процесса, общая скорость должна быть пропорциональна концентрации веществ, реагирующих на этой стадии, то есть концентрации ф.-с. комплекса.
1913 — Показано нерасхождение хромосом (К. Бриджес).
1913 — Альфред Стёртевант составляет первую генетическую карту хромосомы.
1915 — Мутация Bithorax (К. Бриджес).
1915 — Первое сцепление генов у позвоночных (Дж. Холдейн, А. Шпрунг, Н. Холдейн).
1915 — Термин «гермафродит» (Р. Гольдшмидт).
1915 — Фредерик Уильям Туорт впервые наблюдал лизис бактерий фагами.
1917 — Повторное открытие вирусов бактерий и введение термина «бактериофаг» Феликсом д’Эреллем.
1917 (1919) — Венгерский инженер Карл Эреки впервые применил слово «биотехнология», имея ввиду производство продукции из сырья с помощью живых организмов.
1918 — Рональд Фишер публикует работу «On the correlation between relatives on the supposition of Mendelian inheritance», которая знаменует начало работ по созданию Синтетической теории эволюции.

### От 1920 до 1930 гг.
1920-е годы — Фибус Левин (Phoebus Levene, 1869 – 1940), провел анализ ДНК и определил, что ДНК строится из фосфатной группы, сахара и четырёх типов азотистых оснований.
1920-е годы — было положено начало производству полезных химикатов с помощью биологических процессов, когда Хаим Вейцман использовал Clostridium acetobutylicum для превращения крахмала в бутанол и ацетон (полученный таким образом ацетон использовался в качестве основного компонента взрывчатых веществ во время Первой мировой войны).
1920 — Русский учёный Н.И. Вавилов сформулировал закон гомологических рядов в наследственной изменчивости, что обеспечивало тесную связь генетики с эволюционным учением.
1920 — Ансон и Мирски провели первые исследования фолдинга белков и пришли к заключению, что денатурация белков может быть обратима.
1922 — Фенотипы растений Datura stramo nium, соответствующие различным типам трисомии (Ф. Блейксли).
1922 — В. Роббинс показал возможность культивирования на синтетической питательной среде корневых меристем томата и кукурузы.
1922 — Британский биолог Джон Бёрдон Сандерсон Холдейн опубликовал работу «Соотношение полов и стерильность одного пола у гибридных животных». В ней он сформулировал закон, ныне известный как «правило Холдейна»: «Если в потомстве межвидовых гибридов один из полов встречается реже, полностью отсутствует или стерилен, то этот пол является обычно гетерогаметным». Иначе говоря: чаще всего стерильны самцы гибридов. Правило имеет немало исключений, но в целом сохраняет своё значение и по сей день.
1923 — Хромосомные транслокации у дрозофил (К. Бриджес).
1924 — Генетика групп крови (Ф. Бернштейн).
1924 — Несколько американских дипломатов, вдохновленные евгеническим движением, приняли Закон об иммиграции в США (1924 г.), ограничивающий прием неграмотных беженцев из Южной и Восточной Европы на основании их предполагаемой генетической неполноценности.
1924 — Первый в истории фертильный растительный гибрид. Георгий Карпеченко получил гибрид посевной редьки (Raphanus sativus) и огородной капусты (Brassica oleracea). Оба этих вида относятся к семейству капустных, но к разным родам (соответственно, капусты и редьки), то есть в данном случае гибридизация была даже не межвидовой, а межродовой. Итоговый гибрид носил название «рафанобрассика» (Brassicoraphanus), полученное слиянием латинских наименований родительских видов. Полученный гибрид был стерильным, как и прочие межвидовые гибриды (см. ранее, например, 1763, Кельрейтер и 1922, Холдейн). В дальнейшем для решения этой проблемы Карпеченко использовал колхицин, способный разрушать микротрубочки веретена деления, тем самым получив полиплоид.
1924 — Статистический анализ генетических признаков (Р. Фишер).
1924 — Шпеманн и Мангольд (Spemann and Mangold) открыли, что небольшой участок гаструлы (дорзальная губа бластопора) фактически заставляет окружающие клетки организоваться в сложный целостный организм, что указало на важнейшую ключевую роль в процессах развития животных играют межклеточные взаимодействия называемые индукцией.
1924 — Лакассань (Lacassagne) и его сотрудники разработали первые методы радиоавтографии для выявления радиоактивного полония в биологических образцах
1925 — Впервые получены искусственные мутации Г. А. Надсеном и Г. С. Филипповым у дрожжей действием радиоактивного излучения радия.
1925 — Г. Э. Бриггс и Дж. Б. С. Холлдейн предложили концепцию стационарного состояния: При смешивании фермента с избытком субстрата наблюдается так называемая предстационарное состояние, в котором происходит рост концентрации ф.-с. комплекса. Этот период обычно слишком краток, так что его нелегко зафиксировать в условиях эксперимента. Реакция быстро переходит в стационарное состояние, при котором концентрация комплекса (и любых других интермедиатов) практически не меняется со временем.
1926 — Фриц В. Вент выделил ауксины, 1931 – открыты ауксины.
1926 — Джеймс Самнер (Sumner) кристаллизовал белок уреазу из экстрактов канавалии мечевидной. Продемонстрировал каталитическую активность уреазы.
1926 — Буш (Busch) продемонстрировал возможность фокусировки электронного потока с помощью магнитных линз цилиндрической формы. Это положило начало электронной микроскопии.
1926 — Т. Морган опубликовал "Теорию гена".
1926 — Джеймс Самнер выделил и получил кристалл уреазы. Обнаружив, что кристалл целиком состоит из белка, сделал предположение, что все ферменты являются белками. Данная точка зрения будет признана только в 1930-х.
1927 — Д. Джонсоном предложена одна из первых классификаций вирусов. При обозначении вирусов указывалось название растения-хозяина, добавляя слово «вирус» и порядковый номер обнаружения вируса на конкретном растении. При такой классификации вирус табачной мозаики, получил название табачный вирус 1. Следующий вирус, обнаруженный на табаке, получил название табачный вирус 2. При таком подходе в одну группу попадали абсолютные разные вирусы. В 1937 К. Смит предложил видоизменить систему Д. Джонсона. Вирус обозначался родовым названием растения с добавлением к нему слова «вирус» и соответствующей цифру, а для штамма ещё и буквы. В данной системе вирус табачной мозаики получил наименование Nicotianavirus1.
1927 — Мутации, вызванные рентгеновским излучением (Г. Меллер).
1927 — Дрейф генов (С. Райт).
1927 — Н. К. Кольцов на Всесоюзном совещании зоологов, анатомов и гистологов высказал гипотезу о существовании гигантских наследственных молекул, которые состоят из двух зеркальных цепей, реплицируемых полуконсервативным способом, и каждая из цепей при репликации служит матрицей для синтеза новой – «матричная гипотеза». Данные молекулы были названы им генонемами (по современным понятиям это геном). В рамках гипотезы утверждалось: 1) это единая гигантская белковая (опровергнуто в 1944 Эвери, МакЛеодом и МакКарти) молекула, её кодирующими элементами-генами служат боковые группы монотонной цепи, расположенные в линейном порядке; 2) генонема кодируется путём сборки полимерной молекулы на готовом шаблоне матрицы; 3) генонема представляет собой две спиральные по длине копии полимерной молекулы. Данные идеи были высмеяны на том же заседании И. И. Презентом, который позднее примкнул к Лысенко.
1927 — Герман Йозеф Мёллер получил мутации у дрозофилы действием рентгеновских лучей. Он обнаружил, что рентгеновские лучи ответственны за генетические мутации у плодовых мух, происходящие в 1500 раз быстрее, чем в нормальных условиях. Это нововведение предложило исследователям и ученым процедуру, вызывающую мутации. Позже были исследованы различные мутагены, чтобы понять сложность разных генотипов.
1928 — Генетическая трансформация у бактерий (Ф. Гриффит). Спустя 16 лет Освальд Теодор Эйвери обнаружил, что «трансформирующим элементом» является ДНК
1928 — Выдвинут принцип «молекула от молекулы» (речь репликации ДНК, Кольцов).
1928 — Фредерик Гриффит обнаруживает молекулу наследственности, которая передаётся от бактерии к бактерии (см. Эксперимент Гриффита).
1928, 3 сентября — Александр Флеминг обнаружил явление, приведшее к открытию антибиотиков: на культуре стафилококка он заметил грибковую инфекцию, остановившую рост бактерий.
1928 — Эмиль Хайтц заметил, что одни участки хроматина компактнее других, и разделил хромосомное вещество на развернутый эу- и компактный гетерохроматин.

### От 1930 до 1940 гг.
1930-е — Жан Браше (Jean Brachet) показал, что в хромосомах содержится ДНК, а в цитоплазме всех клеток присутствует РНК.
1930-е — Джон Нортроп и Мозес Кунитц выделили пепсин, трипсин и ряд других ферментов пищеварения и получили их кристаллы. Кристаллы, как и в эксперименте Самнера (см. 1926), целиком состояли из белка. Принятие научным сообществом теории Самнера о том, что все ферменты имеют белковую природу (о рибозимах на тот момент не было известно).
1930 — Лебедев разработал и создал первый интерференционный микроскоп. В 1932 г. Зернике (Zernicke) изобрел фазово-контрастный микроскоп. Эти два изобретения позволили наблюдать неокрашенные живые клетки и изучать их строение
1930 — Мак-Клинток впервые описала перекрёстный обмен участками гомологичных хромосом при взаимодействии во время мейоза (кроссинговер).
1930 — Меллер описал эффект положения мозаичного типа.
1931 — Полинг (Pauling) опубликовал свою работу «Природа химических связей», в которой уточнил правила ковалентного связывания.
1931 — М. Кнолль и Э. Руска создали электронный микроскоп.
1931 — Фармацевтическая компания Bayer разработала первый синтетический антибактериальный препарат пронтозил, соединив синтезированный в 1908 году противомикробный препарат сульфаниламид и краситель. Средство оказалось эффективным для лечения стрептококковых инфекций у мышей.
1931 — Мак-Клинток в сотрудничестве с аспиранткой Харриетой Крейтон доказала связь между мейотическим кроссинговером и рекомбинацией признаков при наследовании.
1932 – 1939 — Ф. Уайт и Р. Готре продемонстрировали возможность неограниченно роста культуры растительных клеток камбиального и опухолевого происхождения.
1932 — В. В. Сахаровым открыта способность химических веществ вызывать мутации (действием йода на дрозофил).
1933 — Томасу Моргану за открытие роли хромосом в наследственности была присуждена Нобелевская премия по физиологии и медицине.
1933 — Анализ родословной (Дж. Холдейн, Т. Хогбен, Р. Фишер, Ф. Ленц, Ф. Бернштейн).
1933 — электрофорез белков (Тизелиус, Thiselius). В 1955 Смитис (Smithies) использовал крахмальный гель.
1933 — Политенные хромосомы (Э. Хайтц и Э. Бауэр, Т. Пайнтер).
1934 — Бернал и Кроуфут (Bernall, Crowfoot) представили первую подробную рентгенограмму кристаллов пепсина.
1934 — Термин «анеуплоидия» (А. Блейксли).
1934 — Торбьёрн Касперссон и Эйнар Хаммерстен показали, что ДНК – это полимер.
1935 — Стенли получил вирус в кристаллическом виде. Тут же было выдвинута идея систематизировать вирусы по их способности к кристаллизации (Кристаллобиотэ и Плазмобиотэ).
1935 — Первая цитогенетическая карта дрозофилы (К. Бриджес).
1935 — Публикация «зелёной тетрадки» (по именам авторов – TZD) в Вестнике Геттингенской АН, в которой Тимофеев-Ресовский и соавторы представили свои работы о «Природе генетических мутаций и структуре гена». В первой главе Тимофеев-Ресовский описал собственные эксперименты с рентгеновскими лучами. Далее молодой Карл Циммер (1911 – 1988) попытался определить энергию, необходимую для одиночной мутации. В третьей главе ученик Нильса Бора физик-теоретик Макс Дельбрюк (1906 – 1981), используя уравнение квантовой химии и «теорию мишени», показал, что из этих измерений следует, что мутации могут быть вызваны одиночной заменой в одном месте молекулы.
1935 — Венделл Стенли обнаружил, что в состав вирусов входят нуклеиновые кислоты и белки.
1935 — Первая оценка частоты мутаций у человека (Дж. Холдейн).
1936 — Mirsky и Лайнус Полинг предположили, что белок состоит из цепочек аминокислот свёрнутых определённым образом и скреплённых водородными связями.
1937 — Уильям Астбери получил первые результаты рентгеноструктурного анализа ДНК, но не сумел сделать выводы о её структуре. Было только ясно, что эта структура является регулярной.
1937 — Локус H2 у мышей (П. Горер).
1937 — Впервые выявлено сцепление между гемофилией А и цветовой слепотой у человека (Дж. Белл и Дж. Холдейн).
1938 — появление термина "молекулярная биология".
1938 — Описаны теломеры (Г. Меллер).
1938 — Белки и ДНК изучают с помощью рентгеновских лучей. Это было начало новой эры кристаллографии, в которой сложные белки с большой молекулярной массой можно изучать с помощью рентгеновских лучей.
1938 — Уоррен Уивер предложил название «молекулярная биология» данной дисциплине.
1939,1948 — Ф. Холмс предложил биноминарную номенклатуру вирусов и обосновал принцип единой классификации всех вирусов. Он объединил вирусы в порядок Virales с тремя подпорядками: Phgineae (бактериофаги), Phytophagineae (вирусы растений), Zoophagineae (вирусы животных). Однако данная классификация не учитывает все возможные свойства вирусов.

### От 1940 до 1950 гг.
1940 — Джордж Бидл и Эдуард Тейтем показали факт существования связи между генами и белками, связав генетику с биохимией. Эксперименты Тейтема и Бидла с плесенью красного хлеба Neurospora crassa показывают, что гены действуют, регулируя различные химические процессы. Они предполагают, что каждый ген управляет образованием одного фермента. studopedia.ru. Дата обращения: 21 сентября 2023..
1940 — Зельман Ваксман из актиномицетов Actinomyces griseus (переименовали в Streptomyces griseus) выделил вещество, которое назвали актиномицин. Оно прекрасно убивало все микобактерии, но при его использовании попутно гибли и подопытные животные (морские свинки).
1940 — Говарду Флори и Эрнсту Чейну удалось выделить пенициллин. Они же провели первые испытания чистого препарата.
1940 — Генетический полиморфизм популяций (Е. Форд).
1940 — Резус-фактор (К. Ландштейнер и А. Винер).
1941 — Эволюция через дупликацию генов (Э. Льюис).
1941 — Кунс (Coons) для выявления клеточных антигенов использовал антитела, связанные с флуоресцирующими красителями
1941 — Гипотеза "один ген – один фермент": Джордж Уэллс Бидл и Эдвард Л. Татум исследовали Neurospora crassa, плесени, которая обычно проникает и растет на хлебе, и предложили теорию «один ген – один фермент»: каждый ген кодирует фермент или транслируется в него для выполнения задач внутри организма.
1941 — Мутации, вызванные ипритом (Ш. Ауэрбах и Д. Робсон).
1941 — Жан Браше одним из первых указал на роль нуклеиновых кислот, в частности РНК и клеточного ядра в синтезе белка.
1941 — Эстбюри (Astbury) получил первую рентгенограмму ДНК.
1942 — Мартин и Синж (Martin, Synge) создали распределительную хроматографию, на основе которой в 1944 разработана метод бумажной хроматографии.
1942, 2 марта — С. Лурия и Т. Андерсон. nap.nationalacademies.org. Дата обращения: 21 сентября 2023. с помощью электронного микроскопа получили первые изображения бактериофага Т2, или «анти-коли РС», как его называли Лурия и Андерсон. Ученые убедились в существовании фагов.
1942 — Понятие эпигенетики (К. Уоддингтон).
1943 — Обнаружены мутации у бактерий (С. Луриа и М. Дельбрюк).
1943 — Фонд Рокфеллера (Нью-Йорк) сотрудничал с правительством Мексики, чтобы начать Мексиканскую сельскохозяйственную программу. Это был первый шаг на пути к селекции растений на мировом уровне.
1943 — ДНК имеет правильную периодическую структуру. Уильям Эстбери, британский ученый, получает первую рентгенограмму ДНК, которая показывает, что ДНК должна иметь правильную периодическую структуру. Он предполагает, что нуклеотидные основания расположены друг над другом.
1943, 19 октября — Зельман Ваксман обнаружил в культуре Streptomyces griseus антибиотик (стрептомицин), который действовал на грамотрицательные бактерии.
1944 — Освальд Эвери, Мак-Леод и Маккарти обосновали, что ДНК, а не белки, трансформируют свойства клеток.
1944 — Селман Абрахам Ваксман (украино-американский исследователь) исследовал стрептомицин, активный антибиотик против туберкулеза.
1944 — Жан Браше разработал цитохимическую реакцию на РНК.
1944 — Барбара Мак-Клинток обнаружила МГЭ. Её открытие «прыгающего гена» или идеи о том, что гены могут перемещаться по хромосоме, принесло ей Нобелевскую премию по физиологии и медицине.
1945–1950 — Впервые культуры клеток животных были собраны в лабораториях, что положило начало области культуры тканей животных.
1945 — Портер, Клод и Фуллам (Porter, Claude, Fullam) применили электронную микроскопию в цитологии, изучая фиксированные клетки и ткани после окрашивания.
1946 — Стайн и Мур (Stain, Moore) впервые определили аминокислотный состав белка. Первыми в качестве наполнителя в колоночной хроматографии они использовали крахмал, а позже ионообменные смолы.
1946 — Л. А. Зильбер высказал идею о вирусной этиологии рака (см. онковирус, а также трансмиссионная лицевая опухоль тасманийского дьявола, и)
1946 — Генетическая рекомбинация у бактерий (Э. Ледерберг и Э. Тейтем). Открыли половой процесс бактерий при совместном культивировании двух разных ауксотрофов.
1947 — Генетическая рекомбинация у вирусов (М. Дельбрюк и М. Бейли, А. Херши).
1948 — Пиз и Бэйкер (Pease, Baker) получили тончайшие срезы биообразцов – около 0,1-0,2 мкм.
1948 — Эрл (Earle) и сотрудники установили, что одиночные клетки линии L в культуре формируют клоны клеток.
1948 – 1949 — Был открыт механизм фотореактивации (независимо Альбертом Кельнером, Иваном Фёдоровичем Ковалёвым и Ренато Дульбекко).
1949 — Лайнус Полинг и Дж. Нил написали работу, в которой впервые серповидноклеточная анемия была связана с мутацией в молекуле гемоглобина.
1949 (1955) — Фредерик Сенгер определил аминокислотную последовательность первого белка, которым был инсулин.
1949 — Эндерс впервые применил первичную культуру клеток для изучения вирусов.
1949 — Нарушения структуры гемоглобина в регионах, где распространена малярия (Дж. Холдейн).
1949 — Х-хроматин (М. Барр и Ч. Бертрам).
1949 — Горналл, Бардавилл и Дэвид разработали биуретовый метод определения белка.

### От 1950 до 1960 гг.
1950 — Эрвин Чаргафф показывает, что, хотя доля нуклеотидов в ДНК не постоянна от вида к виду, наблюдаются определённые закономерности – правила Чаргаффа.
1951 (1950) — Альфа-спираль и бета-структура белка (Л. Полинг и Р. Кори).
1951 — Метод Лоури для определения концентрации белка (самая цитируемая статья в мире).
1951 — Полинг и Кори (Pauling, Corey) обосновали существование α-спирали и β-складок у полипептидных цепей.
1952 — Паладе, Портер и Шестранд (Palade, Porter, Sjostrand) создали новые способы фиксации и приготовления тонких срезов, что впервые позволило увидеть многие внутриклеточные структуры. В числе первых эти методы применил Хаксли (Н. Е. Xuxley) , чтобы получить доказательства в пользу гипотезы "скользящих нитей", которая описывает механизм сокращения мышечной ткани. Хаксли продемонстрировал перекрывающиеся сети белковых филаментов миоцитов.
1952 — Номарский (Nomarski) разработал и запатентовал систему дифференциального интерференционного контраста для светового микроскопа, которая до сих пор носит его имя.
1952 — Фаговая трансдукция (Н. Циндер и Э. Ледерберг).
1952 — Жан Делей и Пьер Деникер применили для лечения психозов и шизофрении хлорпромазин – наступила эпоха психофармакологии.
1952 — Впервые выявлен дефект фермента у человека (Г. Кори и К. Кори).
1952 — Выявлена первая группа сцепления у человека (Дж. Мор).
1952 — Браун и Тодд установили химическую формулу ДНК.
1952 — Применение колхицина и гипотонического физиологического раствора для хромосомного анализа (Т. Хсу и Ч. Померат).
1952 — Экзогенные факторы как причина врожденных пороков развития (Дж. Варкани).
1952 — Эксперимент Херши и Чейз доказывает, что генетическая информация бактериофагов (и всех других организмов) содержится в ДНК.
1952 — Роберт Бриггс (Robert Briggs) и Томас Кинг (Thomas King) опубликовали результаты работы над экспериментами по переносу ядер бластоцисты лягушки.
1952 — Розалинд Франклин и Рэймонд Гослинг получили фото 51 – рентгенограмма кристаллической ДНК. Данные выводы сыграли решающую роль в открытии структуры ДНК. Стоит отметить, что дифракционная картина ДНК была получена ещё в 1938 году Флоранс Белл и Чарльзом Астбюри, однако её качество было заметно ниже фотографии 51 (эту работу использовал Лайнус Полинг в попытке создать модель ДНК). В 1951 году были также получены дифракционные картины B-формы ДНК ученым Элвином Бейтоном, однако было предположено, что это артефакт, и статья не была опубликована.
1953, 25 апреля — Публикация трёх статей о структуре ДНК в Nature: модель Уотсона и Крика, данные группы Уилкинса и данные Розалинд Франклин и её помощника Р. Гослинга. Этот день во всем мире отмечается как День ДНК. (Рекомендуется к прочтению статья об истории этого открытия и научных дрязгах ученых:). Немногим позднее были опубликованы и другие работы: 30 мая Уотсон и Крик опубликовали статью о роли структуры ДНК в репликации генетической информации, а 25 июля вышла статья Франклин и Гослинга с доказательствами двуспиральности ДНК. Эти работы заложили основы молекулярной биологии и признаны одним из основных достижений науки XX века. Данная история связана с большим скандалом по поводу приоритета открытия и академической этики.
1953 — Альма Говард и Стивен Пелк (Штефан Пельц) методом count down (отсчёт вспять) продемонстрировали, что интерфаза состоит из нескольких этапов: применение метода авторадиографии показало, что включение радиоактивного фосфора 32P в ДНК клеток конского боба происходит только в интерфазе, заканчиваясь за определённое время до начала деления.
1953 (1952) — Основываясь на своих технических знаниях, Джордж Отто Джей (Gey) разработал линию клеток человека HeLa. Клетки, взятые у онкологической больной Генриетты Лакс (умершей в 1951 году), стали первыми бессмертными человеческими клетками и были культивированы для разработки вакцины против полиомиелита.
1953 — Конъюгация у бактерий (У. Хейс, Л. Кавалли и Э. Ледерберг, независимо друг от друга).
1953 — Неменделевское наследование (Б. Эфрусси).
1953 — Клеточный цикл (А. Говард и Э. Пелк).
1953 — Группой исследователей (Уоллес Роу, Роберт Хюбнер и др.) при исследовании тканей нёбных миндалин и аденоидов здоровых людей впервые были обнаружены аденовирусы. Выделенные вирусы назвали вирусами, дегенерирующими аденоиды (adenoiddegeneration, АD-вирусы). Так как эти вирусы были выделены у здоровых людей, их считали латентными. Аденовирусные векторы широко применяются в генной инженерии и при вакцинации.
1953 — Лечение фенилкетонурии диетой (Х. Биккель).
1953 — Портер и Блюм (Porter, Blum) спроектировали ультрамикротом.
1954 — Перутц (Perutz) и сотрудники создали метод тяжелых атомов при решении проблемы фазы в кристаллографии белка.
1954 — Джеймс Уотсон и Георгий Гамов основали научное общество для изучения строения и функционирования РНК – клуб РНКовых галстуков. В его состав вошли 20 ведущих исследователей, и не только биохимиков. В рамках клубных дискуссий неофициально, «в порядке общей мысли», была выдвинута, среди прочего, адаптерная гипотеза о существовании молекулы, открытой впоследствии и названной тРНК. Официально гипотеза была представлена в статье «О синтезе белка» 1958 года. В этой же статье также впервые официально была выдвинута гипотеза последовательности.
1954 — Репарация ДНК (Г. Меллер).
1954 — Джозеф Мюррей провел первую трансплантацию почки однояйцевым близнецам.
1954 — Открыт локус HLA (Human Leukocyte Antigens) группы антигенов гистосовместимости (Ж. Доссе).
1954 — Обнаружены «Барабанные палочки» лейкоцитов (разновидность полового хроматина, встречающаяся в незначительной части нейтрофильных лейкоцитов у женщин с нормальным хромосомным набором) (В. Дэвидсон и Р. Смит).
1954 — Отсутствие Х-хроматина в клетках при синдроме Тернера в клетках (П. Полани).
1954 — Установлены химические механизмы биосинтеза холестерина (К. Блох).
1954 — Г. А. Гамов сформулировал идею генетического кода как о соответствии двух текстов, записанных при помощи двух разных алфавитов. Выдвинул гипотезу триплетности генетического когда.
1954 — Сеймур Бензер разработал метод T4rII для изучения тонкой структуры гена.
1954 — Леви-Монтальчини (Levy-Montalchini) и сотрудники показали, что в культуре ткани фактор, стимулирующий рост нервов, вызывает рост аксонов.
1955 — Игл (Eagle) впервые систематически исследовал пищевые потребности клеток в условиях культуры ткани и обнаружил, что клетки животных способны существовать в определённой смеси низкомолекулярных веществ, дополненной некоторым количеством белков сыворотки.
1955 — ДНК-полимераза. Артур Корнберг и его коллеги выделили фермент, копирующий ДНК, который позже будет использоваться для секвенирования ДНК.
1955 — Шафферд и Шверд закристаллизовали вирус полиомиелита человека и изучили его структуру.
1955 — Первая генетическая карта на молекулярном уровне (С. Бензер).
1955 — К. де Дюв открыл лизосомы.
1955 — Ф. Скуг и К. Миллер открыли цитокинины.
1955 — 5-Бромурацил, аналог тимина, вызывает мутации у фагов (А. Парди и Р. Литман) Использование 5-Бромурацила в качестве мутагена положило начало работам по молекулярной природе мутационного процесса.
1956 — Пак (Puck) и сотрудники отобрали мутантные клетки HeLa, потребности которых для роста в культуре существенно отличались от потребностей других клеток.
1956 (1958) — Синтез ДНК in vitro (С. Очоа, А. Корнберг).
1956 — Синаптонемный комплекс, синапсис при мейозе (М. Мозес., Д. Фоусетт).
1956 — Ингрэм (Ingram) создал метод «fingerprinting» («отпечатки пальцев»). Ученый продемонстрировал структурные различия нормального гемоглобина и у больных серповидноклеточной анемией. Ингрэм показал, что они отличаются единственной мутацией, приводящей к аминокислотной замене.
1956 — Френсис Крик и Джеймс Уотсон постулировали, что геномы вирусов, вследствие небольшого размера, не могут кодировать много белков, и поэтому их капсиды должны строиться преимущественно из множества копий одного или нескольких типов белков.
1956 — Генетическая неоднородность (Х. Харрис, К. Фрэзер).
1956 — Вернон Инграм обнаружил, что специфическое химическое изменение в белке гемоглобина является причиной серповидно-клеточной анемии.
1956 — Joe Hin Tjio и Алберт Леван впервые верно устанавливают хромосомное число человека: 46 хромосом в диплоидном наборе.
1957 — Фрэнсис Крик предложил центральную догму молекулярной биологии.
1957 — Робертсон (Robertson) описал трехслойное строение клеточной мембраны с помощью методов электронной микроскопии.
1957 — Мур и Мюреталер (Moor, Muhlethaler) улучшили метод "замораживания-скалывания" Стира (Steere). В 1966 г. Брентон (Branton) применил этот метод для изучения внутреннего строения мембран клеток.
1957 — Обнаружено, что серповидноклеточная анемия возникает из-за изменения одной аминокислоты в клетках гемоглобина.
1957 — Джон Кендрю и соавторы публикуют результаты своих исследований в области изучения структуры гемоглобина. В 1957 году разрешение составило 6 ангстрем, а в 1959 – 2 ангстрем. В 1959 г. Перутц и соавторы публикуют структуру гемоглобина с разрешением 5.5 ангстрем. Было важно, что структура двух белков была решена одновременно и независимо. Это убедило многих сомневающихся в том, что структура белков может быть установлена методом рентгеноструктурного анализа.
1957 — Сеймур Бензер ввел термин цистрон.
1957 — Генетические исследования последствий воздействия радиации на человека (Дж. Нил и У. Шулл).
1957 — А. Мотульски обнаружил связь между побочными эффектами лекарств и генотипическими особенностями людей. В 1959 году Ф. Фогель ввел термин фармакогенетика.
1958 — Д. Кошланд предложил механизм индуцированного соответствия (при связывании субстрата сам фермент обычно претерпевает к информационные изменения благодаря образованию множества слабых связей). Это также принято называть моделью «руки и перчатки». Согласно ей, субстрат, присоединяясь к активному центру, изменяет его форму, обеспечивая таким образом идеальное их соответствие. Иными словами, функциональные группы в активном центре принимают специфическую пространственную конфигурацию только тогда, когда их вынуждает к этому присутствие субстрата. Концепция Кошланда противостояла моделям Э. Фишера (м. «ключа и замка», 1890) и Руфуса Ламри (м. «дыбы», 1954); позднее она была подтверждена методами рентгеноструктурного анализа.
1958 — Полу Доти удалось с помощью нагревания разделить две цепи молекулы ДНК, а затем он вместе со своим сотрудником Джулиусом Мармуром осуществил обратную операцию, восстановив исходную двухцепочечную структуру из разделенных цепей. В результате этих работ появился метод молекулярной гибридизации.
1958 — Суонн сделал вывод о гормональной регуляции деления клеток в тканях-мишенях сформированного многоклеточного организма.
1958 — Открыты рибосомы (Р. Робертс, Г. Динцис).
1958 — Темин и Рубин (Temin, Roubin) количественно описали инфицирование клеток цыпленка в культуре очищенным вирусом саркомы Рауса. В течение следующего десятилетия Стокер, Дульбекко, Грин (Stocker, Dulbecco, Green) и другие вирусологи установили основные характеристики вирусной трансформации различных типов.
1958 — Разработан первый механический секвенатор белков – аминокислотный анализатор Мура-Стейна.
1958 — Клонирование отдельных клеток (К. Сэнфорд, Т. Пак).
1958 — Эксперимент Мезельсона−Сталя показывает, что удвоение ДНК носит полуконсервативный характер.
1958 — Джон Гердон выполнил эксперимент по клонированию лягушек.
1959 — Макс Перутц и соавторы публикуют структуру гемоглобина с разрешением 5.5 ангстрем.
1959 — В Японии открыто явление горизонтального переноса генов и продемонстрирована передача устойчивости к антибиотикам между разными видами бактерий.
1959 — Чанг (Chang M.C.) получил бесспорные доказательства возможности ЭКО, когда первым добился родов у млекопитающего (кролик) с помощью этого метода. Недавно овулировавшие яйцеклетки были оплодотворены in vitro путем инкубации со спермой в небольшой колбе Карреля в течение 4 часов.
1959 — Первые хромосомные аберрации у человека: трисомия 21 (Ж. Лежён, М. Готье, Р. Тюрпен).
1959 — Генетиком Дмитрием Беляевым был начат эксперимент по одомашниванию лис.
1959 — Изоферменты (Э. Веселл, Л. Маркерт).
1959 — Сингер (Singer) применил ферритин-ассоциированные антитела для детекции внутриклеточных молекул методом электронной микроскопии.
1959 — Синсхеймер получил сенсационный результат – показал, что ДНК фага ФХ-174 не подчиняется правилу Чаргаффа. Число остатков аденина не равнялось числу остатков тимина, а число остатков гуанина – числу остатков цитозина. Это означало, что ДНК этого фага одноцепочечна.
1959 — Рэймонд (Raymond) популяризировал применение ПААГ для электрофореза; позднее Орнстайн и Дэвис (Ornstain, Davis) разработали более эффективные буферные системы. В сумме эти исследования вывели разделение белков в геле на новый уровень.

### От 1960 до 1970 гг.
1960 — Стимуляция культуры лимфоцитов фитогемагглютинином (П. Новелл, Р. Мурхед, Д. Хангерфорд).
1960 — В ходе изучения этиологии множества случаев хронического миелоидного лейкоза (ХМЛ) П. Новеллом и Д. Хангерфордом была открыта Филадельфийская хромосома. medach.pro. Дата обращения: 21 сентября 2023..
1960 — Французским исследователем открыта мРНК.
1960 — Впервые был описан радиоиммуноанализ (Розалин Сассман Ялоу и Соломона Берсона).
1960 – 1975 — Е. Кокинг предложил метод получения изолированных протопластов, получал соматических гибридов, трансформировал их с помощью ПЭГ.
1961 — Мезельсон и Вейгл на примере фага Т4 показали, что процесс рекомбинации включает разрыв и последующее воссоединение молекул ДНК. Это положило начало поискам фермента, участвующего в сшивании фрагментов ДНК.
1961 — А. Мармур и П. Доти открыли явление ренатурации ДНК и установлены механизмы гибридизации нуклеиновых кислот.
1961 — Кристиан Анфинсен показал, что РНКаза А денатурирует обратимо и что естественная конформация этого белка соответствует глобальному минимуму свободной энергии. К. Анфинсен выдвинул предположение, что трехмерная структура белка определяется его первичной структурой. Глобулярный белок способен к спонтанной самоорганизации in vitro (ренатурации), если он не был подвергнут сильной химической модификации после биосинтеза. В таком случае его архитектура, «мягко» разрушенная (без разрыва в цепи) температурой, растворителем или т. п., спонтанно восстанавливается при «нормализации» среды. Позднее Х. Динтис, К. Кенфильд и К. Анфинсен впервые обратили внимание на то, что искусственная сборка нативной конформации рибонуклеазы А с её четырьмя дисульфидными связями продолжается несколько часов, тогда как биосинтез этого же белка и его фолдинг занимают всего несколько минут.
1961 — Хайфлик и Мурхед (Hayflick, Moorhend) показали, что в культуре фибробласты человека погибают после определённого числа делений (предел Хейфлика).
1961 — Маршалл Уоррен Ни́ренберг, Г. Маттеи, С. Очоа выяснили, что генетический код состоит из триплетов. Предположение об этом однако было выдвинуто ещё Гамовым. В этом же году Ниренберг и его коллега Генрих Маттеи использовали бесклеточную систему для трансляции in vitro. В качестве матрицы был взят олигонуклеотид, состоящий из остатков урацила (UUUU…). Пептид, синтезированный с него, содержал только аминокислоту фенилалан. Так впервые было установлено значение кодона: кодон UUU кодирует фенилаланин. (см. далее 1964, 1966)
1961 — Ф. Крик, С. Бреннер, Л. Барнетт, Р. Дж. Уотс-Тобин с сотрудниками показали, что: 1) кодоны триплетны; 2) между ними нет разделительных знаков; 3) гены, кодирующие структуру белков (цистроны), имеют фиксированное начало, ориентированное направление и фиксированный конец; 4) существует небольшое число некодирующих триплетов («нонсенсов», бессмысленных кодонов), а код в целом сильно вырожден.
1961 (1959) — Франсуа Жакоб и Жак Моно предположили, что между ДНК и белком должен быть посредник, который они назвали информационной РНК. В начале 1960-х годов Жакоб и Моно показали также, как белок может регулировать транскрипцию и экспрессию генов.
1961 — Инактивация X-хромосомы (М. Лайон, подтвердили Э. Бейтлер, Л. Рассел, С. Оно).
1961 — Регуляция генов, понятие оперона (Ф. Жакоб и Дж. Моно).
1961 — Обнаружен лимит Хейфлика.
1961 — Crick, Brenner et al. experiment[eng] – научный эксперимент, выполненный Фрэнсисом Криком, Сиднеем Бреннером, Лесли Барнеттом и Р. Дж. Уоттс-Тобином — эксперименты с индуцированными профлавином сдвигами рамки считывания у фага Т4, ещё раз подтвердившие триплетность генетического кода.
1961 — Галактоземия в клеточной культуре (Р. Кроот).
1961 — Гибридизация клеток (Ф. Барски, Б. Эфрусси).
1962 — В. Арбер получил первые сведения о рестриктазах ДНК.
1961 – 1962 — американские ученые О. Шимомура, Ф. Джонсон и Ю. Сайга выделили из Aequorea victoria способный к свечению белок-люциферазу, названный экворином, и люциферин, который назвали целенторазином (от Coelenterata – кишечнополостные).
1962 — Молекулярная структура иммуноглобулинов (Дж. Эдельман, Э. Франклин).
1962 — Осаму Симомура исследовал зелёный флуоресцентный белок у медузы Aequorea victoria. Впоследствии он развил её в метод исследования ранее невидимых клеточных процессов.
1962 — Идентификация отдельных хромосом человека методом авторадиографии (Дж. Джерман, О. Миллер).
1962 — Термин «кодон» для триплета последовательных оснований (С. Бреннер).
1962 — Репликон (Ф. Жакоб и С. Бреннер).
1962 — Xg, первая группа крови человека, связанная с X-хромосомой (Дж. Манн, Р. Рейс, Ф. Сенгер).
1962 — Скрининг для обнаружения фенилкетонурии (Р. Гатри, Х. Бикел).
1962 — Робертсон ввел термин «элементарная мембрана» для обозначение бимолекулярного липидного слоя, покрытого с каждой стороны слоем белков. На правильно подготовленных и окрашенных препаратах они выглядят трёхслойными – два тёмных слоя разделены одним светлым.
1962 — Была выдвинута гипотеза молекулярных часов при анализе аминокислотных последовательностей гемоглобина и цитохрома-С Эмилем Цукеркандлем и Лайнусом Полингом. Они отметили, что количество аминокислотных различий в гемоглобине растет линейно со временем, которое оценивалось по фоссилиям. Они обобщили наблюдение и пришли к выводу, что скорость эволюционного изменения каждого белка приблизительно постоянна.
1963 — Эмануэль Марголиаш обнаружил феномен «генетической эквидистантности» (genetic equidistant) (см. Молекулярные часы, заключающиеся в независимости эволюции аминокислотных последовательностей в белках и морфологической эволюции.
1963 — Сэмюэл Кац и Джон Ф. Эндерс разработали первую вакцину от кори.
1963 — Квастлер и Лайта обратили внимание научного сообщества на существование G0-стадии клеточного цикла.
1963 — Лизосомные болезни накопления (К. де Дюв).
1963 — Первый аутосомный синдром на основе делеции (синдром кошачьего крика, Ж. Лежен).
1963 — Эмануэлем Марголиашем был обнаружен феномен «генетической эквидистантности» (genetic equidistance), заключающийся в независимости эволюции аминокислотных последовательностей в белках и морфологической эволюции.
1964 — Эксперимент Маршалла Ниренберга и Филипа Ледера стал продолжением эксперимента Ниренберга и Йоханнса Генриха Маттеи. Он позволил расшифровать оставшиеся неоднозначные кодоны в генетическом коде. В 1968 Ниренберг разделил Нобелевскую премию по физиологии и медицине с Хар Гобинд Кора́на из Университета Висконсина и Робертом У. Холли из Института Солка. Работая самостоятельно, Корана освоил синтез нуклеиновых кислот (ген тирозиновой супрессорной РНК), а Холли открыл точную химическую структуру транспортной РНК. (см. также 1961, 1966)
1964 — Эксцизионная репарация (Р. Сетлоу).    
1964 — Литлфилд (Littlefield) впервые использовал для выращивания гибридов соматических клеток селективную среду HAT. Это нововведение в сочетании с методом гибридизации клеток позволило приступить к изучению генетики соматических клеток.
1964 — Като и Такеуши (Kato, Takeuchi) получили целое растение моркови из растущей в культуре тканей клетки корня.
1964 — Гистолог Шарль Леблон предложил условную классификацию специализированных клеток взрослого многоклеточного организма по их пролиферативному потенциалу на статичные (непролиферирующие), растущие (медленно пролиферирующие), обновляющиеся клеточные популяции.
1964 — Метод смешанной культуры лимфоцитов (Ф. Бах и К. Хиршхорн, Б. Бейн и Л. Левенштейн).
1964 — Микролимфоцитотоксический тест (П. Терасаки и Дж. Макклелланд).
1964 — Селективная среда HAT (Дж. Литтлфилд).
1964 — Спонтанная хромосомная нестабильность (Дж. Джер ман, Т. Шредер).
1964 — Клеточная культура из клеток амниотической жидкости (Г. Клингер).
1964 — Изучение наследственных заболеваний на клеточных культурах (Б. Данес, А. Берн, П. Крут, У. Меллман).
1964 — Популяционная цитогенетика (К. Браун).
1964 — Хромосомные аберрации плода при самопроизвольных выкидышах (К. Бениршке).
1964 — Ч. Янофски с сотрудниками и С. Бреннер с сотрудниками показали, что ген и кодируемый им белок взаимно коллинеарны, то есть имеется последовательное соответствие между кодонами гена и аминокислотами белка.
1964 — Говард Тёмин на примере РНК-содержащих вирусов показал, что центральная догма Уотсона не всегда верна.
1965 — Спигелман осуществил размножение вирусной РНК в пробирке.
1965 — Хэм (Ham) предложил бессывороточную среду определённого химического состава, которая способна поддерживать рост клонов некоторых клеток животных.
1965 — Слияние клеток вирусом Сендай (Г. Харрис и Дж. Уоткинс).
1965 — была определена первичная структура первой транспортной РНК аланина, выделенной из дрожжей.
1965 — Ограниченная продолжительность жизни культивируемых фибробластов (Р. Мурхед).
1965 — Харрис и Уоткинс (Harris, Watkins) индуцировали вирусом слияние клеток мыши и человека и получили первые гетерокарионы клеток млекопитающих.
1965 — Кроссинговер в соматических клетках человека (Дж. Герман).
1966 — Маршалл Ниренберг расшифровал все кодоны РНК для всех двадцати природных аминокислот. (см. ранее 1961, 1964)
1966 (1972) — М. Геллер, Б. Вейс и С. Рихардсон открыли фермент ДНК-лигазу. Он катализирует синтез фосфодиэфирной связи в 2-х цепочечной молекуле нуклеиновой кислоты.
1966 — А. Е. Проценко предложил классифицировать фитопатогенные вирусы на основании строения и свойствах вирусных частиц (вирионов). По мере накопления сведений о вирусах, классификация на основании характеристики вирионов стала представляться самой объективной.
1966 — Завершена расшифровка генетического кода. OMIM – база медицинских данных менделевского наследования у человека (В. Маккьюсик).
1966 — Хар Корана и др. расшифровали генетический код, установив соотношения между кодонами ДНК и аминокислотными остатками белка.
1966 — На Международном микробиологическом конгрессе в Москве был создан Международный Комитет по номенклатуре вирусов. Это позволило значительно упорядочить классификацию и номенклатуру вирусов.
1966 — Мэйзел (Mayzel) использовал SDS для белкового электрофореза в  ПААГ .
1966 — Филлипс (Phillips) впервые подробно описал структуру белка лизоцима.
1967 — Карл Вёзе первым высказал идею об этапе мира РНК при возникновении жизни на Земле. Эту идею разделяли Лесли Оргел и Фрэнсис Крик.
1968 (1970) — Рестрикционные эндонуклеазы (Х. Смит, С. Линн и В. Арбер, М. Мезельсон и Р. Юань).
1968 — Де Розьер и Клуг (de Rosier, Klug) описали метод определения трехмерных структур по электронным микрофотографиям.
1968 — Августи-Точчо и Сато (Augusti-Tocco, Sato) адаптировали к условиям культуры клеток опухолевые клетки мыши (нейробластомы) и выделили клоны, которые реагировали на раздражение электрическим током и разрастались в нервные волокна. Одновременно получено большое количество других дифференцированных клеточных линий, включая линии скелетных мышц и печени.
1968 — Фрагменты Оказаки в синтезе ДНК (Р. Оказаки).
1968 — Система тканевой совместимости HLA-D (Р. Чеппелини, Б. Амос).
1968 — Вольфганг Гёде (Wolfgang Göhde) сконструировал первый проточный цитометр, использующий флуоресценцию (ICP11)
1968 — Повторяющиеся последовательности ДНК (Р. Бриттен и Д. Кон).
1968 — Биохимические основы определения групп крови системы AB0 (У. Уоткинс).
1968 — Нарушение эксцизионной репарации ДНК при пигментной ксеродерме (Дж. Кливер).
1968 — Первый опыт определения аутосомного локуса у человека (Р. Донахью, В. Маккьюсик).
1968 — Синтез гена in vitro (Н. Хорана).
1968 — Нейтральная теория молекулярной эволюции (М. Кимура).
1969 — В. П. Дженкс впервые предложил использование абзимов.
1969 — Появились данные о том, что при обработке хроматина формальдегидом гистоны ковалентно сшиваются с ДНК.

### От 1970 до 1980 гг.
1970, январь — Фрагмент Кленова.
1970 — Вирусологи Питер Х. Дюсберг и Питер К. Фогт идентифицировали первый онкоген в вирусе. Этот ген можно использовать для изучения различных видов рака человека.
1970 — Смит и Вилькокс выделили из Haemophilus influenzae первую рестриктазу, расщепляющую строго определенную последовательность ДНК, HindIII
1970 — Иммобилизованные ферменты были впервые использованы как биокатализаторы для химического превращения вещества (ферментативная трансформация).
1970 — Новый термин «синтения» для обозначения всех локусов гена в одной и той же хромосоме (Дж. Ренвик).
1970 — Дефекты ферментов при лизосомных болезнях накопления (Э. Нойфельд, А. Дорфман).
1970 — Идентификация отдельных хромосом с использованием специфичных образующих полосы красителей (Л. Чех, Т. Касперсон, Х. Лубс, М. Дрец и М. Шоу, В. Шнедл, Г. Эванс).
1970 — Y-хроматин (П. Пирсон, М. Бобров, С. Воза).
1970 — Трансплантация тимуса при иммунодефиците (Д. ван Беккум).
1970 — Г. Темин и Д. Балтимор независимо открыли у вируса саркомы Рауса обратную транскриптазу (ревертазу) – фермент, синтезирующий ДНК с использованием в качестве матрицы комплементарной РНК.
1970 — Первая вакцина, произведенная в линии клеток человека – против вируса краснухи.
1970 — А. Грессман с применением микроманипуляторов и микрошприцев ввел ДНК в клетку: метод микроинъекции.
1970 — В. Арбер, Д. Натане и X. Смит выделили рестриктазу – фермент, разрезающий ДНК в строго определённых местах (сайтах).
1971 — Двухударная теория. oncology.ru. Дата обращения: 21 сентября 2023. канцерогенеза при ретинобластоме (А. Кнудсон).
1971 — Евой Энгвалл и Питером Перлманном из Стокгольмского университета в Швеции а также Антоном Шурсом и Бауке ван Веменом из Нидерландов независимо друг от друга описали иммуноферментный анализ (ИФА, ELISA). ИФА является широко используемым аналитическим биохимическим анализом. До разработки ИФА единственным вариантом проведения иммунологического анализа был радиоиммунный анализ – метод, использующий радиоактивно меченные антигены или антитела.
1971, 14 марта — Хьелль Клеппе предложил способ амплификации ДНК с помощью пары коротких одноцепочечных молекул ДНК – синтетических праймеров.
1971 — Ананда Чакрабарти получил бактерию, поедающую нефть, созданную искусственно для ликвидации нефтяных разливов на суше и на воде.
1971 — Б. Д. Харрисон предложил использовать для классификации вирусов около 50 признаков. На основании их сравнительного анализа фитовирусы были объединены в 26 групп.
1971 — Американский биохимик, вирусолог, молекулярный биолог, лауреат Нобелевской премии Д. Балтимор предложил классифицировать вирусы на основе типа геномной нуклеиновой кислоты и способе её репликации. Балтимор разделил вирусы на 7 групп: I группа – вирусы с двуцепочечной (дц) ДНК, не имеющие РНК-стадии (герпесвирусы, проксивирусы); II группа – вирусы с одноцепочечной (оц) ДНК (парвовирусы); III группа – вирусы с двуцепочечной (дц) РНК (ротавирусы); IV группа – вирусы с одноцепочечной (оц) плюс-РНК (пикорнавирусы, флавивирусы); V группа – вирусы с одноцепочечной (оц) РНК негативной или двойной полярности (ортомиксовирусы, филовирусы); VI группа – вирусы с одноцепочечной (оц) плюс-РНК, имеющие в процессе жизненного цикла стадию синтеза ДНК на матрице РНК (ретровирусы); VII группа – вирусы с двуцепочечной (дц) ДНК, имеющие в процессе жизненного цикла стадию синтеза ДНК на матрице РНК (вирус гепатита B).
1972 — Пол Берг получил первую рекомбинантную ДНК, собранную из частей, принадлежащих геномам разным организмам: циклическая ДНК вируса SV40, содержащий гены фага лямбда и галактозный оперон E. coli.
1972 — Высокая средняя гетерозиготность (Г. Харрис и Д. Хопкинсон, Р. Левонтин).
1972 — Связь антигенов HLA и заболеваний.
1972 — Установлено, что структура ДНК шимпанзе и горилл на 99% совпадает с человеческой.
1973 — С. Коэн и Г. Бойер – сконструировали биологически-активную бактериальную плазмиду. Им удалось впервые ввести чужеродный ген инсулина в бактериальную клетку Escherichia coli и осуществить его экспрессию. Сразу же после этого они объявили мораторий на свои исследования и призвали к этому своих коллег.
1973 — Роль дефектов рецепторов в этиологии генетических дефектов, наследственная гиперлипидемия (М. Браун, Дж. Голдштейн, А. Мотульски).
1973 — Дифферециальная окраска сестринских хроматид бромдезоксиуридином (С. Латт).
1973 — Филадельфийская хромосома как пример транслокации (Дж. Роули).
1973 — тест Эймса: Брюс Натан Эймс, биохимик из Калифорнийского университета в Беркли, разработал исследование, позволяющее отличить химические вещества, повреждающие ДНК. Позже тест Эймса стал широко использоваться для выявления веществ, вызывающих рак.
1973 — Дикинсон и его коллеги обнаружили, что прионы существуют в виде штаммов.
1974 — Первой из полимераз была выделена РНК-полимераза (транскриптаза) из T. aquaticus.
1974 — Структура хроматина, нуклеосома (Р. Корнберг, А. Олинс и Д. Олинс).
1974 — Синтезирован флуоксетин, селективный ингибитор обратного захвата серотонина, применяемый для лечения депрессии.
1974 — Норио Танигучи впервые использовал термин нанотехнология.
1974 — Двойное распознавание чужеродного антигена и антигена HLA Т-лимфоцитами (П. Догерти и Р. Цинкернагель).
1974 — Клон сегмента эукариотической ДНК, для которого известно его местоположение на хромосоме (Д. Хогнесс).
1975 (1973) — Саузерн-блот гибридизация (Е. Саузерн).
1975 — Мирославом Радманом у кишечной палочки (Escherichia coli) была открыта SOS-система.
1975 — Жорж Кёлер и Сесар Мильштейн (Kehler, Milstein) разработали метод производства моноклональных антител с помощью гибридом.
1975 — Впервые идентифицирована сигнальная последовательность белка (Г. Блобель).
1975 — Модель структуры и функции промотора, прибнов-бокс (Д. Прибноу).
1975 — Первая трансгенная мышь (Р. Джениш).
1975 — По инициативе биохимика Пола Берга, создавшего в 1972 году первую рекомбинантную ДНК была проведена Асиломарская конференция по рекомбинантной ДНК, на которой биологи обсуждали возможные риски, связанные с созданием генетически модифицированных организмов (ГМО) и в 1976 году была разработана система правил, регламентировавшая подобные исследования.
1975 — О'Фаррелл (O'Farrell) создал 2D гель-электрофорез для анализа белковых смесей. Предложенный им метод представляет собой сочетание SDS-электрофореза белков в полиакриламидном геле и изоэлектрического фокусирования.
1975 — Хендерсон и Унвин (Henderson, Unwin) впервые построили точную модель пространственной организации мембранного белка методом реконструкции электронных микрофотографий неокрашенных белков на компьютере.
1975 — Сэнгером Ф. и Коулсоном Р. А. был предложен первый прямой метод секвенирования, который назывался «плюс-минус» методом.
1976 — Сато (Sato) и сотрудники опубликовали первую серию статей, в которых было показано, что для роста в бессывороточной среде разным клеточным линиям необходимы различные смеси гормонов и факторов роста.
1976 — Выделена и охарактеризованаTaq-полимераза, применяемая затем в ПЦР. Преимуществами Taq-полимеразы является её способность работать при повышенных температурах (оптимум 72—80 °C) и возможность получать Taq-полимеразу в чистом виде.
1976 — Перекрывающиеся гены у фага ФX174 (Б. Барелл, К. Эйр, К. Хатчинсон).
1976 — В. А. Гвоздев, Г. П. Георгиев и Д. Хогнесс открыли мобильные генетические элементы у дрозофилы.
1976 — Локусы структурных генов для каждой из хромосом человека (Baltimore Conference on Human Gene Mapping).
1976 — Первый опыт диагностики с использованием рекомбинантной ДНК (У. Кан, М. Гольбус, А. Дози).
1976 — Ким, Рич, Аарон Клуг (Kim, Rich, Clugh) и соавторы точно описали структуру тРНК с помощью методов РСА.
1976 – 1985 — разработан метод электропорации и селекции гибридных клеток, мутагенеза и трансформации с помощью Ti-плазмиды Agrobacterium tumefaciens.
1976 – 1977 — Максам и Гилберт разработали секвенирование ДНК методом химической деградации.
1977 — Гены содержат кодирующие и некодирующие фрагменты ДНК (Р. Робертс, П. Шарп, независимо друг от друга).
1977 — Первая рекомбинантная молекула ДНК, содержащая ДНК млекопитающего.
1977 — Последовательность фага ФX174 (Ф. Сенгер).
1977 — Генно-инженерные бактерии были использованы для производства белка роста человека соматостатина.
1977 — Genentech Inc. была первой организацией, добившейся синтеза человеческого белка (соматостатина) в бактерии. 1978 – бактериальное производство инсулина.
1977 — Определена нуклеотидная последовательность генома фага MS2
1977 — Рентгеноструктурный анализ нуклеосом (Дж. Финч и соавторы).
1977 — ДНК секвенирована впервые независимо Фредериком Сенгером, Уолтером Гилбертом и Алланом Максемом. Лаборатория Сенгера полностью секвенирует геном бактериофага Φ-X174.
1977 — Мексиканскими биологами Франциско Боливаром и Раймондом Родригесом создана BR322 – плазмида, используемая в бактериях E. coli в качестве вектора клонирования
1977 – 1978 — Холмс и Аарон Клуг (Holmes, Clugh) определили структуру вируса табачной мозаики (ВТМ), а Гаррисон и Россман (Harrison, Rossman) – структуру двух сферических вирусов.
1978, 25 июля — на свет появилась 2,6-килограммовая девочка – первый ЭКО-ребёнок. Её назвали Луизой Джой Браун.
1978 — Фирма «Genentech» выпустила рекомбинантный инсулин, производимый человеческим геном, введенным в бактериальную клетку.
1978 — Вернер Арбер, Даниел Натанс и Хамилтон Смит были удостоены Нобелевской премии по физиологии и медицине «За обнаружение рестрикционных ферментов и их применение в молекулярной генетике».
1978 — Первая беременность после оплодотворения в пробирке.
1978 — Термины «экзон» и «интрон» для кодирующих и некодирующих фрагментов генов эукариот (У. Гилберт).
1978 — Структура гена β-глобулина (П. Ледер, Ч. Вайсманн, С. Тилхман и др.).
1978 — Механизмы транспозиции у бактерий.
1978 — Производство соматостатина с использованием рекомбинантной ДНК.
1978 (1979) — «Прогулка по хромосоме» как метод поиска генов: В. Бендер (W. Bender), П. Спирер (P. Spierer) и Д. Хогнесс (D. Hogness).
1978, 15 июня — Hubert Mayer описал явление звездной активности рестриктаз.
1978 — Первый опыт генетической диагностики с использованием рестрикционных ферментов (Ю. Кан и А. Дози).
1978 — Дж. Шелл показал, что Тi-плазмиду можно использовать как переносчик любых генов.
1978 — Тандемные повторы ДНК в теломерах (Э. Блекберн и Дж. Галл).
1979 — Малые ядерные рибонуклеопротеиды (М. Лернер и Дж. Стейц).
1979 — Л. Мартен трансформировал растительные проторласты с помощью Rhizobium radiobacter и получил ГМ-растения с помощью методов культуры тканей.
1979 — Альтернативный генетический код в митохондриальной ДНК (Б. Бэррелл, А. Бэнкир, Ж. Друан).
1979 — Белок p53 (Д. Лейн, А. Левин, Л. Кроуфорд, Л. Олд).
1979 — Кеннетом Нилсоном и Джоном Хастингсом у двух светящихся видов морских бактерий, Vibrio fischeri и Vibrio harveyi, впервые было обнаружено и описано чувство бактериального кворума. Было обнаружено, что испускание света бактериями происходит только при высокой плотности клеточной популяции в ответ на специфические аутоиндукторы.
1979 — Г. Корана синтезирован ген тирозиновой супрессорной РНК.

### От 1980 до 1990 гг.
1980 — Полиморфизм длин рестрикционных фрагментов для картирования (Д. Ботштейн и соавторы).
1980 — По мнению Верховного суда США, генетически изменённые формы жизни могут быть запатентованы, что создаст огромные возможности для коммерческого использования генной инженерии. Первый патент такого рода был выдан нефтяной компании Exxon на патент на микроорганизм, питающийся нефтью, который впоследствии был использован при ликвидации разлива нефти Exxon в 1989 году в проливе Принца Уильяма на Аляске.
1980 — Исследование генной регуляции эмбрионального развития дрозофилы мутационным методом (К. НюсслейнФольгард и Э. Вейсхауз).
1980 — Путем впрыскивания клонированной ДНК получены первые трансгенные мыши (Дж. Гордон).
1980 — Трансформация культивированных клеток млекопитающих путем впрыскивания ДНК (М. Капеччи).
1980 — Структура 16S рРНК (К. Везе).
1980 — Жизнеспособный штамм пивных дрожжей «Saccharomyces cerevisiae 1026» используется для изменения микрофлоры в рубце коров и в пищеварительном тракте лошадей.
1980 — Верховный суд США разрешил запатентовать генетически модифицированные живые организмы. По решению Верховного суда нефтяной компании Exxon было разрешено запатентовать нефтепожирающий микроорганизм.
1980 — Верховный суд США признал правоту микробиолога Ананда Чакрабарти против Бюро по регистрации патентов и торговых марок США, требовавшего выдать патент на получение первого генетически модифицированного организма в истории. Суд провозгласил также, что патентоспособными являются все «живые системы, созданные руками человека».
1981 – 1982 — Р. Пальмитером, Р. Бринстером, А. Спрэдлингом, Г. Рубином получена трансгенная мышь и трансгенные экземпляры дрозофилы.
1981 — Кембриджская эталонная последовательность митохондриального генома (С. Андерсон, С. Барретт, А. Бэнкир).
1981 — Опубликована кембриджская эталонная последовательность (КЭП). В 1970-х группа учёных под руководством Фредерика Сенгера из Кембриджского университета секвенировала митохондриальной геном женщины европейского происхождения и определила его длину в 16 569 пар оснований (0,0006 % нуклеарного генома человека), содержащую некоторые 37 генов.
1982 — Гены супрессоров опухолевого роста (Г. Клингер).
1982 — Сайт-направленный мутагенез.
1982 — Созданы ингибиторы ангиотензин-превращающих ферментов.
1982 — FDA поддержало первый рекомбинантный белок.
1982 — Прионы (белковые инфекционные агенты) как причина заболеваний центральной нервной системы (куру, почесуха, болезнь Крейтцфельда-Якоба) (С. Прузинер).
1982 — Появился в продаже инсулин, полученный с использованием рекомбинантной ДНК (компания Eli Lilly).
1982 — Д. Кемп и Т. Холл в США получили первое в мире химерное растение — санбин. В геном подсолнечника с помощью Ti-плазмиды перенесли ген запасного белка бобовых фазеолина. Таким образом удался перенос гена между растениями, относящимися к различным семействам.
18 января 1983 — доклад Мэри-Дел Чилтон о получении табака, устойчивого к канамицину. Ранее, в 1977, она обнаружила, что Ti-плазмида содержит район T-DNA, которая способна передаваться в растительную клетку с последующей встройкой в хромосомы ядра.
1983 — Клеточные онкогены (Х. Вармус и др.).
1983 — Вирус иммунодефицита человека (Л. Монтанье, Р. Галло).
1983 — Молекулярные основы хронического миелоидного лейкоза (К. Бартрам, Д. Бутсма и соавторы).
1983 – 1986 — была создана первая генная пушка.
1983 — Первая рекомбинантная молекула ДНК (Э. Миле, Д. Миллис, Ф. Крамер).
1983 — Определена последовательность комплекса Bithorax у дрозофилы (У. Бендер).
1983 — Ученые из Института растениеводства в Кельне вывели табак, устойчивый к насекомым.
1983 — Ученые, изучая почвенную бактерию, которая образует на стволах деревьев и кустарников наросты, обнаружили, что она переносит фрагмент собственной ДНК в ядро растительной клетки, где он встраивается в хромосому, после чего распознается как свой.
1983 — Барбара Мак-Клинток удостоена долгожданной Нобелевской премии по физиологии и медицине «За открытие мобильных генетических элементов».
1983 — Кэри Бенкс Муллис разработал метод полимеразной цепной реакции (ПЦР). В 1986 решил использовать для ПЦР Taq-полимеразу ввиду того, что она выдерживала высокую (94 – 96 °C) температуру, необходимую для денатурации ДНК и не было необходимости вносить новую порцию дорогостоящей ДНК-полимеразы после каждого раунда амплификации.
1983 — Люк Монтанье из Института Пастера в Париже выделил вирус СПИДа.
1983 — Была произведена первая искусственная хромосома и обнаружены первые генетические маркеры конкретных наследственных заболеваний.
1984 — Дэвид Гилмор и Джон Лис предложили технологию иммунопреципитации для изучения ассоциации РНК-полимеразы с ДНК.
1984 — Шведские исследователи Остлинг и Йохансон развили новый метод определения повреждений ДНК – метод ДНК-комет (гель-электрофорез одиночных (изолированных) клеток и электрофорез в микрогеле).
1984 — Шварц и Кантор (Schwartz, Cantor) пульс-электрофорез, применяется в при разделении очень протяженных последовательностей ДНК.
1984 — Идентификация Т-клеточного рецептора (С. Тонегава).
1984 — Возникновение нутригеномики – прикладной науки, исследующей взаимодействие между питательными веществами и генами с целью выявления риска различных заболеваний.
1984 — Гены гомеобокс (Hox) у дрозофилы и мышей (У. Макгиннис).
1984 — Полиморфизм длин рестрикционных фрагментов (ПДРФ, Restriction fragment length polymorphism, RFLP) – метод, изобретенный английским ученым Алеком Джеффрисом во время исследования наследственных заболеваний. Он используется для анализа уникальных паттернов фрагментов ДНК, чтобы генетически различать организмы — эти паттерны называются переменным числом тандемных повторов (VNTR).
1984 — Обнаружение гена болезни Хантингтона (Дж. Гузелла).
1984 — Была разработана система ретровирусного вектора, способная эффективно вставлять инородные гены в хромосомы млекопитающих.
1984 — Дано описание бактерии Helico bacterpylori (Б. Маршалл и Р. Уоррен).
1984 — Была открыта первая генно-инженерная вакцина против гепатита B.
1984 — Весь геном вируса иммунодефицита человека (ВИЧ) был клонирован и секвенирован.
1985 (1984) — Гипервариабельные сегменты ДНК как «генетические отпечатки пальцев» – метод ДНК-дактилоскопии, DNA-fingerprinting (А. Джеффрис).
1985 — Клонирован ген гемофилии A (Дж. Гитшир).
1985 — Расшифровка последовательности вируса ВИЧ-1.
1985 — Впервые были испытаны в полевых условиях генно-инженерные растения, устойчивые к вирусам, насекомым и бактериям.
1985 — Было достигнуто клонирование гена, кодирующего белок сурфактанта легких человека. Это был важный шаг к уменьшению проблем преждевременных родов.
1985 — Показана возможность превращения вирусной РНК в живой вирус.
1985 — Анализ групп сцепления гена муковисцидоза (Х. Эйберг и др.).
1985 — Выделение теломеразы из инфузории Tetrahymena (К. Грейдер и Э. Блекберн).
1985 — Выделение «цинковых пальцев» из ооцитов Xenopus (Дж. Миллер, А. Маклахлин, А. Клуг).
1985 — Вставка ДНК методом гомологичной рекомбинации (О. Смитис).
1985 — Геномный импринтинг у мышей (Б. Каттанах).
1985 — Стало возможным промышленное получение инсулина методами генетической инженерии. В качестве клеток-хозяев, продуцирующих инсулин, были выбраны клетки Escherichia coli К12.
1986 — П. Абель с сотрудниками впервые получил устойчивые к вирусу табачной мозаики растения табака путем переноса в их геном гена этого вируса, кодирующего образование белка оболочки
1986 — Первый опыт клонирования человеческих генов. Описаны гены зрительного пигмента человека (Д. Натанс, Д. Томас, Д. Хогнесс).
1986 — Автоматический секвенатор ДНК был разработан в Калифорнии.
1986 — FDA санкционировало первое лечение моноклональными антителами для борьбы с отторжением трансплантата почки. FDA санкционировало первые биотехнологические препараты интерферона для лечения рака. Были открыты лекарства для лечения саркомы Капоши. FDA санкционировало создание первой генно-инженерной вакцины для человека, предотвращающей гепатит B.
1986 — Питер Шульц из Калифорнийского университета в Беркли объяснил, как конъюгировать антитела и ферменты (абзимы) для создания терапевтических средств
1986 — Каталитическая активность РНК (Т. Чек).
1986 — Chiron Corp. получила одобрение FDA на производство первой рекомбинантной вакцины против гепатита.
1986 — Агентство по охране окружающей среды (EPA) разрешило использование генетически модифицированной культуры (табака).
1986 — Первый опыт идентификации человеческого гена по его местоположению на хромосоме (позиционное клонирование) (Б. Ройер-Покора и соавторы).
1987 — Ультраструктура молекулы HLA (П. Бьеркман, Дж. Стромингер и соавторы).
1987 — Мышь с нокаутированным геном (М. Капекки).
1987 — Генетическая карта человеческого генома (Х. Донис-Келлер и соавторы).
1987 — Митохондриальная ДНК и эволюция человека (Р. Канн, М. Стоункинг, А. Уилсон).
1988 — Марк Соломон и Александр Варшавский окончательно зафиксировали классический протокол ChIP-seq, применив и антитела, и формальдегидную сшивку.
1988 — Впервые в истории была посажена ГМ-кукуруза.
1988 — Молекулярные генетики из Гарварда Филип Ледер и Тимоти Стюарт получили первый патент на основе генетически модифицированного животного (мыши, которая очень восприимчива к раку молочной железы).
1988 — Начат долговременный эксперимент по эволюции E. coli (Ленски Ричард).
1988 — Запуск проекта «Геном человека». Молекулярная структура теломер на концах хромосом (Э. Блекберн и др.).
1988 — Клонирование гена мышечной дистрофии Дюшенна (Л. Кункель и др.).
1988 — Мутации митохондриальной ДНК человека (Д. Уоллес).
1988 — Мобильная ДНК как редкая причина гемофилии А (Г. Казазиан).
1988 — Успешный опыт проведения генной терапии in vitro.
1988 — Микродиссекция и клонирование определённой области хромосомы человека (Г. Людеке, Г. Сегер, У. Клауссен, Б. Хорстхемке).
1989 — Идентификация гена, вызывающего муковосцидоз (Л. Цуи и др.).

### От 1990 до 2000 гг.
1990 — Первое разрешенное в истории США клиническое исследование генной терапии в Национальном институте здоровья (NIH) под руководством Вильяма Андерсона. Четырёхлетняя Ашанти ДеСильва получила лечение от тяжелого генетического дефекта сложного комбинированного иммунодефицита (SCID), связанного с недостатком фермента аденозиндезаминазы ADA. Во взятой у пациента крови дефектный ген был заменен на функциональный вариант. Это привело к частичному восстановлению иммунной системы Ашанти. Она временно стимулировала производство недостающего фермента, но не порождало новые клетки с функциональным геном. Ашанти продолжала получать инъекции скорректированных T-клеток каждые два месяца и имела возможность вести нормальную жизнь.
1990 — UCSF и Стэнфордский университет получили свою 100-ю патентную лицензию на рекомбинантную ДНК. В конце 1991 финансового года обе организации получили от патента 40 миллионов долларов.
1990 — Начало проекта «Геном человека», глобальная цель которого – составить карту всех генов человеческого тела. Ожидаемая стоимость составила 13 миллиардов долларов.
1990 — Мутации гена р53 как причина синдрома Ли-Фраумени (Д. Малкин).
1990 — Мутации использованного Менделем гена морщинистых семян (М. Бхаттачарья).
1990 — Дефектный ген как причина наследственного рака молочной железы (Мэри-Клэр Кинг).
1991 — Семейство генов обонятельных рецепторов (Л. Бак и Р. Аксел).
1991 — Полная последовательность дрожжевой хромосомы.
1991 — Экспансия нуклеотидных повторов как новый класс патогенных мутаций человека.
1992 — Карта хромосом человека с высокой плотностью распределения ДНК-маркеров.
1992 — Идентифицирован центр инактивации Х-хромосомы.
1992 — Мышь с нокаутированным геном p53 (О. Смитис)
1993 — Клонирован ген болезни Хантингтона (М. Макдональд).
1993 — Bt-хлопок[en] одобрен в США для полевых исследований и в 1995 впервые одобрен для коммерческого использования. Одобрен к выращиванию в Китае с 1997 и в Индии с 2002.
1993 — Связанные с развитием мутации у рыбок Danio rerio (М. Маллинз и К. Нюсслейн-Фольхард).
1993 — Л. К. Эрнстом, Г. Бремом, И. В. Прокофьевым получены трансгенные овцы с геном химозина.
1993 — Полиморфизм длины амплифицированного фрагмента (Amplified fragment length polymorphism, AFLP-PCR или просто AFLP) – это основанный на ПЦР инструмент, используемый в генетических исследованиях, дактилоскопии ДНК и в практике генной инженерии. Высокочувствительный метод обнаружения полиморфизмов в ДНК. Техника была первоначально описана П. Восом и М. Забо.
1994 — Первая физическая карта генома человека в высоком разрешении.
1994 — ДНК-вычисления впервые были с успехом применены Леонардом Эдлеманом для решения задачи коммивояжера.
1994 — Мутации в генах рецепторов фактора роста фибробластов как причина ахондроплазии и других заболеваний человека (М. Мюнке).
1994 — Идентификация генов наследственного рака молочной железы.
1994 — Американская компания Monsanto представила свою первую разработку генной инженерии – помидор под названием Flavr Savr, который мог в полузрелом состоянии месяцами храниться в прохладном помещении, однако стоило плодам оказаться в тепле – они тут же краснели. Такие свойства модифицированные помидоры получили благодаря соединению с генами камбалы.
1994 — Компания Monsanto Company вынесла на рынок генетически модифицированную сою «Roundup Ready», устойчивую к гербицидам.
1995 — Впервые полностью секвенирован геном организма невирусной природы – бактерии Гемофильной палочки (Р. Флейшман, Дж. Вентер и соавторы).
1995 — Клонирование гена BLM (синдром Блума) (Н. Эллис, Дж. Гроден, Дж. Джерман).
1995 — Основной ген глаза позвоночных Sey, ассоциированный с фенотипом малых глаз (small eye; Г. Хальдер, П. Келлерц, В. Геринг).
1995 — STS-карта генома человека (Т. Хадсон и соавторы).
1996 — Революционно эффективный диагностический биосенсорный тест позволил впервые мгновенно обнаружить токсичный штамм E. coli (штамм 0157:H7), бактерии, ответственной за несколько вспышек пищевых отравлений. Также оценивалась возможность его применения против сибирской язвы и других агентов биотерроризма.
1996 — Группой учёных под руководством Д. Ребатчука была предпринята первая попытка создать список стандартизированных биологических частей NOMAD. Команда представила стратегию клонирования для сборки коротких фрагментов ДНК. Но эта ранняя попытка не получила широкого распространения.
1996 — Завершено секвенирование дрожжевого генома (A. Гоффо и соавторы). Карта генома мыши, содержащая более 7000 маркеров (Э. Ландер).
1996, 5 июля — родилась овца Долли – первое клонированное млекопитащее (И. Уилмут).
1996 — Впервые полностью секвенирован геном эукариотного организма – пекарских дрожжей Saccharomyces cerevisiae.
1996 — Первое клонированное млекопитающее животное, которое было получено путём пересадки ядра соматической клетки в цитоплазму яйцеклетки Яном Вилмутом и Китом Кэмпбеллом в Рослинском институте.
1996 — Аркадий Мушегян и Евгений Кунин (Национальный центр биотехнологической информации, США) предположили, что 256 ортологичных генов, общих для грамотрицательной бактерии Haemophilus influenzae и грамположительной Mycoplasma genitalium, являются хорошим приближением к минимальному набору генов бактериальной клетки. В 2004 году группа исследователей из университета Валенсии (Испания) предложила набор из 206 кодирующих белки генов, полученный в результате анализа нескольких бактериальных геномов.
1996, 6 февраля — Y.G. Kim, J. Cha и Srinivasan Chandrasegaran создали фьюжн-белок (химерный белок, слитый белок) из цинковых пальцев и домена расщепления рестриктазы FokI. Благодаря этой работе технологии редактирования генома вышли на первый план науки. Д. Кэрролл был одним из первых, кто осознал более широкое значение открытия Чандрасегарана. Вместе они показали в 2001, что ZFN могут редактировать ДНК в живых клетках (ооцитах лягушки). Кэрролл продемонстрировал то же самое на целом организме (дрозофиле). В 2005 году Урнов и соавторы использовали ZFN для редактирования ДНК в клетках человека.
1997 — Последовательность E. coli (Ф. Блаттнер и соавторы).
1997 — Последовательности митохондриальной ДНК неандертальца (М. Крингс, С. Паабо и соавторы).
1998 — РНК-интерференция (RNAi; А. Файр и соавторы).
1998 — Был открыт BRE-элемент Ричардом Эбрайтом (англ. Richard Ebright) и сотрудниками.
1998 — Секвенирование генома нематоды Caenorhabditis elegans.
1998 — Выделены эмбриональные стволовые клетки человека (Дж. Томсон и Д. Гирхарт).
1998 — Впервые полностью секвенирован геном многоклеточного эукариотного организма – нематоды C. elegans.
1998 — Началась полемика вокруг дела Пустаи[eng] (Árpád Pusztai). Арпад Пустаи публично объявил, что результаты его исследования показали, что кормление крыс генетически модифицированным картофелем отрицательно влияет на их слизистую оболочку желудка и иммунную систему. Это вызвало научную критику. Пустаи был отстранен, а его годовой контракт не продлевался.
1999 — Проведено секвенирование первой хромосомы человека (22).
1999 — Кристаллическая структура рибосомы.
1999 — система мутагенеза с помощью транспозонов.

## XXI век

### От 2000 до 2010 гг.
2000 — Секвенирование генома дрозофилы (М. Адамс).
2000 — Первая полная последовательность генома растительного патогена Xylella fastidiosa.
2000 — Завершено секвенирование первого генома растения Arabidopsis thaliana.
2000 — Tjalsma и коллеги предложили термин секрето́м в своей работе о бактерии Bacillus subtilis.
2001 — Обнародованы первые наброски полной последовательности генома человека одновременно Проектом «Геном человека» (Human Genome Project) и Celera Genomics.
2001 — Первая публикация полной последовательности генома человека (Ф. Коллинз, Дж. Вентер и соавторы). Метод дробовика.
2001 — Дамианом Жакудом, Анджеем Килианом, Дэвидом Файнштейном и Кайманом Пенгом предложен метод Diversity Arrays Technology (DArT).
2002 — Последовательность генома мыши (Р. Уотерстон и соавторы).
2002 — Проведен химический синтез полного генома вируса полиомиелита человека с последующим превращением его в живой вирус.
2002 — Последовательность генома риса Oryza sativa (Дж. Ю, С. Гофф и соавторы).
2002 — Последовательность генома малярийного паразита Plasmodium falciparum и его переносчика Anopheles gambiae.
2002 — Древнейший представитель гоминид Sahelanthropos tchadensis (М. Брюне).
2003 — Первое ГМ домашнее животное GloFish появилось на американском рынке. Специально выведенная для обнаружения загрязнения воды, рыба светится красным светом на чёрном фоне благодаря добавлению гена биолюминесценции.
2003 — синтез de novo генома бактериофага φX174 группой Крейга Вентера.
2003 — Первый de novo протеин bp 93 а.к., названный Top7 (Brian Kuhlman и Gautam Dantas в лаборатории Дэвида Бейкера). Стабилен, но бесполезен.
2003 — Томом Найтом из MIT был описан и представлен стандарт BioBrick. С этого момента различные исследовательские группы начали использовать BioBrick для создания новых биологических устройств и систем. К 2008 с начала проекта уже более 2000 элементов BioBrick были выложены в открытый доступ и доступны в Реестре Стандартных биологических частей. BioBrick признается ведущим стандартом синтетической биологии..
2003, 14 апреля — Проект «Геном человека» успешно завершён: 92 % генома секвенировано с точностью 99,99 %.
2003 — Удалось перенести гены в нейроны головного мозга, используя липосомы, покрытые ПЭГ (предотвращает улавливание макрофагами).
2003 — Запуск международных проектов HapMap и ENCODE; последовательность Y-хромосомы человека (Г. Скалецки, Д. Пейдж и соавторы).
2004 — Последовательность генома серой крысы.
2004 — Группе исследователей удалось получить мышат от двух матерей без отца, используя незрелые яйцеклетки и выключая в добавляемых к ним геномах участок подвергающегося импринтингу гена H19. Одна такая мышь даже выросла во взрослую особь и оказалась способна давать собственное потомство.
2004 — Корейские учёные лечат травму спинного мозга путём пересадки мультипотентных стволовых клеток взрослого из пуповинной крови.
2004 — Группа исследователей из парижского университета разработала метод для получения большого количества красных кровяных клеток из стволовых гемопоэтических клеток и создала среду, которая имитирует условия костного мозга.
2004 — Новый карликовый вид гоминид с острова Флорес в Индонезии (П. Браун и соавторы).
2005 — Фёдор Урнов в Сангамо продемонстрировал первое использование ZFN (Zinc-finger nucleases) для редактирования ДНК в клетках человека и ввел термин «редактирование генома».
2005 — Всемирная организация здравоохранения (ВОЗ) опубликовала доклад, основной вывод которого можно сформулировать так: употребление генномодифицированных растений в пищу абсолютно безопасно.
2005 — Опубликованы последовательности геномов курицы и лошади.
2005 — Исследователи из университета Висконсин-Мэдисон разделили бластоцисты стволовых клеток человека на нервные стволовые клетки и спинные двигательные нейронные клетки.
2005 — Методы высокопроизводительного секвенирования ДНК (секвенирование второго поколения NGS).
2005 — Представлена последовательность генома шимпанзе (Р. Уотерстон, Э. Ландер, Р. Уотсон и соавторы).
2005 — Выполнено картирование 1,58 млн однонуклеотидных полиморфизмов человека (Д. Хиндс, Д. Кокс и соавторы).
2005 — Карта гаплотипов человека.
2005 — Последовательность человеческой Х-хромосомы (М. Росс и соавторы).
2005 — Процесс инактивации Х-хромосомы у человека (Л. Каррель и Х. Уиллард).
2006 — Выполнено секвенирование всех хромосом человека.
2006 — Индуцированные плюрипотентные стволовые клетки (iPS), факторы Яманаки (К. Такахаси и Синъя Яманака, Нобелевская премия по физиологии и медицине в 2012 г.).
2006 — Использование ГМ Т-киллеров в борьбе с меланомой.
2007 — Исследования всего генома применяют для поиска факторов, определяющих предрасположенность к некоторым заболеваниям.
2007 — Франсуа Торни (François Torney) и коллеги разработали мезопористые наночастицы диоксида кремния, используемые для доставки фрагментов ДНК и химических веществ в клетки растений.
2008 — Стартовал международный проект по расшифровке геномов 1000 человек.
2008 — Foldit – краудсорсинговая платформа для дизайна белков в виде онлайн-игры (Дэвид Бэйкер, Дэвид Салесин и Зоран Попович и др. участники проекта Rosetta).
2008 — Система клонирования Сборка Golden Gate (ученые из немецкой компании Icon Genetics). Название метода отсылает к знаменитому мосту Золотые Ворота (Golgen Gate) в Сан-Франциско, который обеспечивает непрерывное («бесшовное») соединение улиц на обоих берегах пролива Золотые Ворота.
2009 — Анализ всего генома с использованием микрочипов; выполнено секвенирование раковых геномов. Ardipithecus ramidus определяет новые этапы эволюции человека (Т. Уайт и др.).

### От 2010 до 2020 гг.
2010 — В результате независимой работы двух групп фитопатологов (под руководством Адама Богданова и Уллы Бонас) были обнаружены TALEN, применяемые для редактирования генома. Ученые пытались выяснить, как белки, называемые эффекторами TAL, распознают ДНК. Эффекторы TAL секретируются патогенными бактериями растений рода Xanthomonas, в которых их работа заключается в активации генов растений, способствующих бактериальной инфекции. Обе группы обнаружили, что специальный участок в структуре эффектора TAL направляет белок к определённой последовательности ДНК, каждый нуклеотид которой определяется парой аминокислот. Изменение порядка этих пар аминокислот направляет эффектор TAL в разные части генома. Другими словами, эти белки являются альтернативой цинковым пальцам и таким же образом могут сливаться с режущим ферментом FokI (см. 1996), образуя TALEN.
2010 — Институтом Крейга Вентера собран полностью искусственный геном бактерии на основе известного минимального набора природных генов: Mycoplasma mycoides JCVI-syn1.0 (в честь института – J. Craig Venter Institute)(см. подробнее Mycoplasma laboratorium) Ученые удалили собственную ДНК у бактерии Mycoplasma mycoides и заменили её на несколько модифицированную, синтезированную в лаборатории. Она состояла примерно из миллиона пар азотистых оснований и содержала 901 ген. Позднее, в 2016 году, на свет появилась JCVI-syn3.0 с новым рекордом по размеру минимального генома, который состоял всего из 473 генов. Этого оказалось недостаточно для устойчивого размножения и удобства экспериментов, и несколько генов пришлось добавить. Текущая версия JCVI-syn3B содержит 493 гена. Стоит уточнить, что в природе существуют организмы с меньшим геномом, например бактерия-эндосимбионт насекомых, открытая в 2011 году, у которой всего 121 ген (Tremblayaprinceps).
2010 — Получены нейроны из фибробластов (Томас Вербухен).
2010 — Секвенирование экзома. Расшифровка генома неандертальца (И. Эйхлер и соавторы).
2010 — Хромотрипсис, катастрофическое событие в онкогенезе (П. Стивенс и соавторы).
2011 — Пациент, больной ВИЧ, был излечен после полного удаления костного мозга, его генетической модификации и возвращения обратно.
2012 — Полногеномное секвенирование. Эпигенетика рака. Геном денисовского человека. Топологически ассоциированные домены хроматина (TAD).
2013 — Запуск проекта ENCODE (Энциклопедия элементов ДНК)(М. Жинек и соавторы).
2013 — Технология редактирования генома с помощью CRISPR-Cas (Э. Шарпантье и Дж. Дудна).
2014 — Ремоделирование нуклеосом, комплекс SWI / SNF. Признаки старения (К. Лопес Отин).
2014 — Секвенирование третьего поколения.
2014 — Полностью расшифрован геном неандертальца (К. Прюфер и соавторы).
2014 — Ландшафт генома рака легких.
2015 — Дорожная карта эпигенома. Ископаемый вид Homo naledi (Л. Бергер).
2015 — Проект «1000 геномов».
2015 — Проект «Атлас ракового генома».
2016 — Геном впервые секвенирован в космосе, астронавт NASA Кейт Рубинс провел эксперимент используя устройство MinION на борту Международной космической станции.
2016 — Более 120 нобелевских лауреатов (большинство из которых медики, биологи и химики) подписали письмо с призывом к Greenpeace, Организации Объединённых Наций и правительствам всего мира прекратить борьбу с генетически модифицированными организмами.
2016 — Новый механизм удлинения теломер (Р. Дилли и соавторы).
2016 — Элизабет Пэрриш, руководительница американской научно-исследовательской компании BioViva, стала первым человеком, на котором была успешно испытана омолаживающая генная терапия. Уменьшение длины теломер в результате концевой недорепликации связывают со старением. Соответственно, считается, что увеличение тепломер может стать одним из способов продления жизни и молодости.
2016 — Метод замены митохондрий. В Мексике родился ребёнок от трёх родителей.
2017 — Жидкостная биопсия для определения циркулирующей опухолевой ДНК (ctDNA).
2017 — ГМ искусственная кожа применяется для лечения буллезного эпидермолиза.
2018 — Удалось создать жизнеспособных клонированных обезьян (макак-крабоедов), используя ядра эмбриональных фибробластов и применяя эпигенетические модуляторы генов для повторной активации в ядре подавленных генов.
2018 — Впервые получены живые мышата от двух отцов. Этого удалось достичь за счёт использования эмбриональных стволовых клеток и выключения определённых участков в их геноме, работающих по-разному в зависимости от того, от какого родителя они получены.
2018 – 2019 — Родились первые в мире ГМ-люди. В феврале 2023 Хэ Цзянькуй, учёный, отредактировавший их гены, дал интервью, в котором заявил, что дети чувствуют себя хорошо и живут полноценной жизнью.
2019 — Фонд прикладной молекулярной эволюции США синтезировал новые четыре аналога азотистых оснований, создав тем самым транскрибируемую синтетическую ДНК с восьмибуквенным алфавитом.

### От 2020 до 2030 гг.
2021, 15 июля — Обнаружены борги – МГЭ у Methanoperedens archaea. Первая статья опубликована 19 октября 2022.
2022, 31 марта — Консорциум Telomere-to-Telomere (T2T, «От теломеры до теломеры») представил полную последовательность генома человека, которая содержит 3,055 млрд пар оснований, включая 151 миллион пар оснований (Mb), или 8 % от всей длины человеческой ДНК, которые до сих пор оставались непрочитанными. Она включает околоцентромерные и околотеломерные участки, короткие плечи акроцентричных хромосом, длинные тандемные повторы, рибосомную РНК и другие пробелы предыдущей версии. Новый вариант генома человека T2T-CHM13 включает 22 аутосомы и Х-хромосому; Y-хромосома в него не вошла.
2022, 18 апреля — Irek E. Rosłoń, Aleksandre Japaridze, Farbod Alijani записали звук, издаваемый бактериями.
2022, 7 октября — Корейские исследователи Jin Ho Chang и Jae Youn Hwang разработали первую в мире технологию лазерной сканирующей микроскопии, которая позволяет проводить глубокое и детальное наблюдение за биологическими тканями с помощью пузырьков газа.
2022 — Выделена ДНК возрастом более 2 млн лет. Предыдущим рекордом по древности была ДНК мамонтов из вечной мерзлоты.
2022 — Шилай Чжан, Гуанфу Хуан и соавторы сообщили, что выведенный ими ранее гибрид многолетнего риса PR23 стал таким же урожайным, как и обычный сорт.
2022 — Описан новый вид бактерий, найденный в мангровых лесах. Thiomargarita magnifica, может достигать двух сантиметров в длину и обладает геномом в 11 миллионов пар нуклеотидов. Кроме этого, она не вписывается в строгое определение прокариот – её ДНК отделено от остального содержимого клетки мембраной.
2023 — В Японии появились мышата, полученные от двух самцов без генетического материала самок. В предыдущих экспериментах для этого ученым все-таки нужна была яйцеклетка – в неё пересаживали ядра из отцовских клеток. Теперь биологи научились обходиться без неё: яйцеклетку вырастили прямо из клетки самца.
2023, 20 марта — впервые открыт рецептор щелочи.
2023, 27 марта — Малые дозы антибиотиков превратили возбудителя туберкулеза в суперпатоген без изменения его ДНК.
2023, 28 апреля — Консорциум Zoonomia предоставил 241 геном плацентарных млекопитающих, включая вымершие виды. Среди 11 статей, опубликованных в Science, одна посвящена геному знаменитой собаке Балто, участника Великой гонки милосердия 1925 года.
2023, 1 мая — Публикация Евгения Кунина, Mart Krupovic и Valerian V. Dolja работы по вирому LECA (последний общий предок эукариот), которая поставила под сомнение предыдущие предположения о происхождении эукариот. Имеется предположение, что асгард-археи поглотили альфапротеобактерий и вступили с ними в симбиоз. Согласно гипотезе авторов, эндосимбиотических событий было два: дельтапротеобактерии поглотили асгард, после чего получившаяся химера поглотила альфапротеобактрий.
2023, 10 мая — На основе отсеквенированных геномов 47 человек в виде графа представлен черновик пангенома человека. К середине 2024 года выборка должна составить 350 человек.
2023 — Сразу две группы китайских ученых (Y. Gong, J. Zhai и соавторы) дорастили эмбрионы макака-крабоеда до 25 дня развития. Ранее обеим группам удалось культивировать бластоцисты обезьян – шары делящихся клеток – в чашках Петри в течение 20 дней. Читать по теме:.
2023, 28 июня — Makoto Saito и соавторы обнаружили аналог бактериальной системы для редактирования генома CRISPR-Cas у эукариот – Fanzor.
2023, 16 ноября — Великобритания первой в мире разрешила терапию на основе CRISPR. Лекарство выключает ген BCL11A, который в норме подавляет выработку фетального гемоглобина после рождения, и эта форма гемоглобина замещает собой дефектную у взрослого, беря на себя функции доставки кислорода. Назначение препарата состоит в том, что у пациента забирают кроветворные стволовые клетки костного мозга, редактируют их в лаборатории и вводят обратно, предварительно подготовив организм к принятию этих клеток. Вслед за Великобританией 8 декабря 2023 года CRISPR-терапию одобрило Американское управление по санитарному надзору за качеством пищевых продуктов и медикаментов (FDA).

### От 2030 до 2040 гг.
Придет время, когда наука опередит фантазию.– Жюль Верн

## Другие даты
1871, 1897 (соответственно) — М. М. Манасеина и особенно точно немецкий ученый Э. Бухнер доказали способность бесклеточного дрожжевого сока вызывать алкогольное брожение. Их исследования о природе брожения сыграли очень важную роль в борьбе с витализмом. Л. Пастер ошибочно считал брожение чисто биологическим процессом, в котором обязательно участвуют живые дрожжевые клетки. Автором чисто химической теории брожения был Ю. Либих, однако его теория была недостаточно разработана, имела умозрительный характер и не полностью объясняла ряд экспериментально установленных фактов. Важное значение имело получение строгих доказательств возможности брожения, не связанного с жизнедеятельностью клеток.
1886 – 1907 (1902) — Обоснование закона индивидуальности хромосом (Т. Бовери).
1892, 1902 — Х. Фехтинг и Г. Габерланд наблюдали образование каллуса у тополя и одуванчика, определили минимальный размер экспланта. Так началась история микроклонального размножения – важной для генетики методики.
Конец XIX века — И. И. Герасимов открыл явление полиплоидии. Исследуя влияние температуры на клетки зелёной водоросли спирогиры, он обнаружил, что при нагревании в ней образуются клетки с двумя ядрами, которые затем успешно делятся, и в результате образуются новые клетки – с одним ядром и четверным набором хромосом. Впоследствии полиплоидия была разделена на две разновидности: аутополиплоидию, когда в одной клетке мультиплицируется один и тот же геном, и аллополиплоидию, когда в одной клетке сосуществует два разных генома.
1931, 1943, 1953 — Опыты И. Геммерлинга с гигантской одноклеточной водорослью ацетабулярией: опыты по удалению ядра, по пересадке ризоида вместе с ядром между разными видами ацетабулярии, по пересадке ядра между разными видами ацетабулярии соответственно. Геммерлинг экспериментально показал, что в ядре заключена наследственная информация, которая отличается у разных видов; смог предсказать, что между наследственной информацией в ядре и проявлением этой информации существует какая-то промежуточная стадия. Он предположил, что ядро выделяет некие морфогенные вещества, которые распределяются по цитоплазме и определяют форму зонтика. Интересно, что эти вещества сохранялись в клетке неделями после удаления ядра. Кроме того, Геммерлинг предполагал, что образование зонтика, стебелька, а также волосков на нем зависит от градиента определённых морфогенных веществ (от позиционной информации. medbiol.ru. Дата обращения: 21 сентября 2023.). (См. также 1883 – 1889, выдвижение и обоснование ядерной гипотезы наследственности)
1933 – 1965 — Лысенковщина. Период гонения на советских генетиков и маргинализации этой науки.
1940-е — Выяснено, что активный синтез белков идет не там, где много ДНК, а там, где много РНК. На этом основании была высказана мысль о том, что РНК – это посредник, связывающий ДНК с синтезом белка.
Начало 1950-х — Ф. Жакоб совместно с Эли Вольманом генетическими методами показали, что хромосомы бактерий имеют не линейное, а кольцевое строение.
1995 — К этому году было идентифицировано уже более 3400 ферментов.

## Похожие статьи
- История молекулярной биологии
- История генной терапии
- История масс-спектрометрии
- История генетики
- История биологии РНК[англ.]
- История развития электронного микроскопа
- История ЭКО. ivf-worldwide.com. Дата обращения: 21 сентября 2023., 2
- Список лауреатов Нобелевской премии по физиологии или медицине
- Список лауреатов премии за прорыв в области наук о жизни
- Список лауреатов Нобелевской премии по химии
- Асиломарская конференция по рекомбинантной ДНК[англ.]
- Словарь терминов биотехнологии
- Словарь терминов экологии и эволюционного учения